# San Jose Sharks
Die San Jose Sharks (IPA: [ˌsænhoʊˈzeɪ ʃɑː(ɹ)ks]) sind ein US-amerikanisches Eishockeyfranchise der National Hockey League aus San José im Bundesstaat Kalifornien. Es wurde am 9. Mai 1990 gegründet und nahm zum Beginn der Saison 1991/92 den Spielbetrieb auf. Die Teamfarben sind Dunkelpazifik-Türkis, Schwarz, Dunkelorange und Weiß. Aufgrund ihrer im amerikanischen Vereinssport populären Teamfarben ist die Mannschaft auch als „Team Teal“ bekannt.
Die Sharks tragen ihre Heimspiele im SAP Center aus und sind eines der ersten Franchises, die aus der Ligaerweiterung der 1990er-Jahre hervorgingen. Nach einem schwierigen Start in die als spielstärkste Eishockeyliga der Welt geltende NHL durchlebte das nordkalifornische Franchise im Laufe der 1990er-Jahre Höhen und Tiefen, bis es sich zu Beginn des neuen Jahrtausends unter den besten Mannschaften der Liga etablierte. Der Gewinn des prestigeträchtigen Stanley Cups blieb dem Team bisher verwehrt.

## Geschichte

### Eishockey in der Bay Area
Bis 1967 bestand die National Hockey League aus sechs Teams, den Original Six, die im Norden, Osten und Landesinneren Nordamerikas angesiedelt waren. In diesem Jahr entschied sich die NHL, die Liga um sechs Teams zu erweitern, um neue Regionen zu erschließen, die der Eishockeysport ansprechen könnte. Obwohl Kalifornien nicht unbedingt als guter Markt für Eishockey galt, wurde ein Franchise in der San Francisco Bay Area angesiedelt. Das Team trug zunächst den Namen California Seals – später auch Oakland Seals und California Golden Seals – und hatte in den folgenden Jahren weder sportliche noch wirtschaftliche Erfolge zu verzeichnen. Nach neun Jahren wurde das Team 1976 an die Geschäftsleute George und Gordon Gund verkauft, die das Team nach Cleveland im US-Bundesstaat Ohio umsiedelten, wo es den Namen Cleveland Barons annahm. Nach zwei weiteren Jahren ohne sportliche Erfolge entschieden sich die Gund-Brüder ein weiteres NHL-Team zu kaufen, die finanziell angeschlagenen Minnesota North Stars. Sie fusionierten beide Teams, die fortan unter dem Namen der North Stars auftraten. Nach einigen Jahren hatten die Brüder den Wunsch das Team zurück in die Bay Area nach Kalifornien zu verlegen, jedoch verweigerte die NHL die Zustimmung. Allerdings machte die Liga das Angebot, dass die Brüder Gund ein neues Franchise in der Bay Area ansiedeln könnten und einige Spieler der North Stars, die an einen neuen Besitzer verkauft werden sollten, mit in das neue Team nehmen dürften. Damit wurde die Fusion der Minnesota North Stars und der Cleveland Barons von 1978 rückgängig gemacht.

### Schwieriger Start (1990 bis 1993)
Im Mai 1990 wurden die North Stars an den neuen Besitzer verkauft und die Gebrüder Gund erhielten den Zuschlag für ein neues Franchise im kalifornischen San José. In einer Abstimmung unter zukünftigen Fans und aktuellen Unterstützern sollte der Beiname des Teams festgelegt werden. Auf Platz eins landete „Blades“ (dt. etwa Klinge, Messer), doch die Brüder waren damit nicht zufrieden, da das Wort negative Aspekte beinhaltete. Der zweitplatzierte Name wurde schließlich ausgewählt und das Team bekam den Namen „San Jose Sharks“ (dt. Haie), wodurch eine Assoziation zum Pazifischen Ozean hergestellt wurde, da im Bereich der Bay Area mehrere Haiarten heimisch sind. Das erste Farmteam der Sharks, die Kansas City Blades, trug jenen von den Besitzern abgelehnten Beinamen.
Am 30. Mai 1991 nahm der Kader San Joses die ersten Konturen an. Im NHL Dispersal Draft wurden die von den Draft-Regularien ungeschützten Spieler aus dem System von Minnesota offiziell zwischen den North Stars und den Sharks aufgeteilt, und die Kader der Teams durch Spieler aus dem folgenden Expansion Draft aufgefüllt. Des Weiteren durften sich die Sharks im NHL Entry Draft, der drei Wochen nach dem Dispersal Draft stattfand, und im NHL Supplemental Draft erstmals die Rechte an jungen Talenten sichern. Mit ihrem ersten Wahlrecht im Entry Draft an der zweiten Position der ersten Runde wählten sie Pat Falloon aus und mit ihrem zweiten Pick an Gesamtposition 23 in der zweiten Runde Ray Whitney. Im Supplemental Draft wählten sie als Gesamtersten den Kanadier Jeff McLean und an siebter Position Mark Beaufait.
Die Saison 1991/92 begann und die Sharks starteten – wie bei Expansion Teams üblich – mit einem sportlich schwach besetzten Kader ohne große Namen in ihr erstes Jahr. Als Trainer hatte die Klubführung den Kanadier George Kingston verpflichtet. Ihre Heimspiele trugen sie zunächst im Cow Palace in Daly City, etwas außerhalb von San Francisco, aus, da in San José noch keine geeignete Halle zur Verfügung stand. Im ersten NHL-Spiel am 4. Oktober 1991 unterlag das Team den Vancouver Canucks mit 3:4 Toren. Craig Coxe erzielte dabei, auf Vorlage von Mark Pavelich, das erste Tor in der Franchise-Geschichte. Der erste Sieg gelang vier Tage später in einem Heimspiel gegen die Calgary Flames. Kelly Kisio erzielte drei Minuten vor Spielende den Siegtreffer zum 4:3. Wie so oft bei Expansion Teams, verlief die erste Saison insgesamt unbefriedigend. Die Mannschaft gewann lediglich 17 von 80 Spielen. Die Saison beendeten sie als punktschlechtestes Team der gesamten Liga.
Die darauffolgende Spielzeit verlief sportlich schlechter als die vorangegangene, da den Sharks in 84 Spielen nur elf Siege gelangen. Dem standen 71 Niederlagen gegenüber, die einen neuen NHL-Negativrekord bedeuteten, woraufhin die Klubführung Cheftrainer Kingston entließ. Nur den Ottawa Senators, die sich in ihrer ersten Saison befunden hatten, erging es noch ein wenig schlechter, da sie zehnmal gewannen. Später bezichtigten die Sharks der Mannschaft aus Ottawa, Spiele bewusst verloren zu haben, um in dem im Sommer stattfindenden NHL Entry Draft vom Recht des ersten Draft-Picks zu profitieren und Alexandre Daigle auszuwählen. Um diesem Verhalten Einhalt zu gewähren, führten die Ligaoffiziellen zum NHL Entry Draft 1995 ein Lotteriesystem ein.

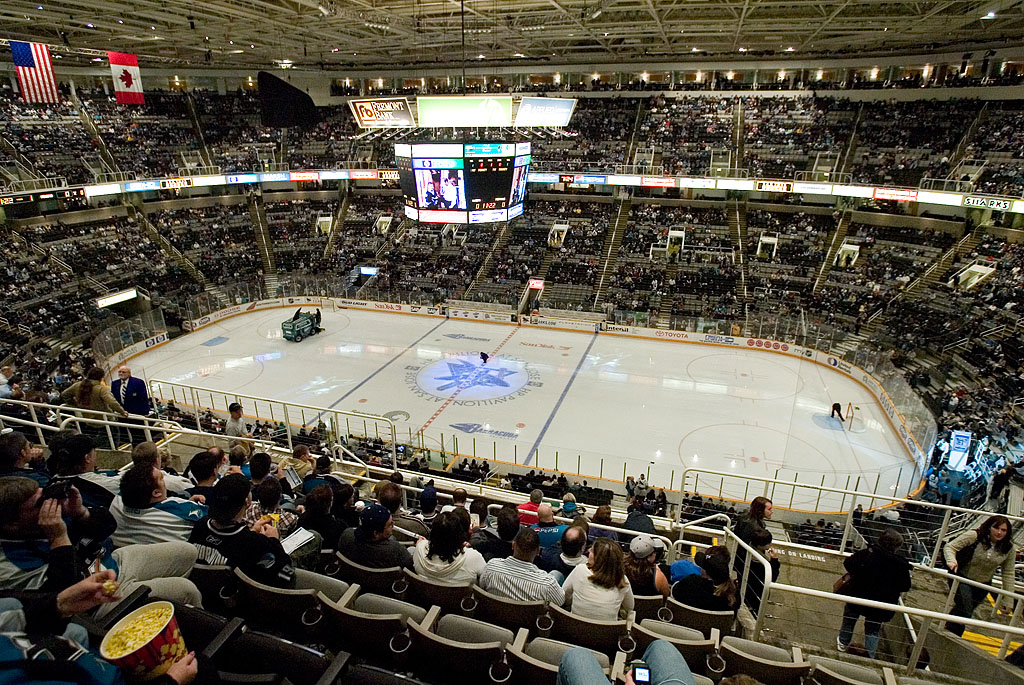
Das Innere des SAP Center, der Heimspielstätte der Sharks

### Erste Erfolge (1993 bis 1995)
Ab der Saison 1993/94, zu der die San Jose Arena – heute bekannt als SAP Center – eröffnet wurde, trugen die Sharks ihre Spiele in San José aus. Unter dem neuen Trainer Kevin Constantine präsentierten sich die Sharks auf sportlicher Ebene runderneuert. Vor Saisonbeginn hatte das Franchise weltweit für Aufsehen gesorgt. Nachdem die Vereinsführung im NHL Waiver Draft im Oktober 1992 Igor Larionow unter Vertrag genommen hatte, war es ihr im Sommer gelungen, mit Sergei Makarow, einen weiteren Spieler der „KLM-Reihe“ zu verpflichten. Larionow, der bis dahin noch kein Spiel für San Jose bestritten hatte, unterzeichnete daraufhin ebenfalls einen Vertrag. Gemeinsam mit dem Schweden Johan Garpenlöv bildeten sie die sogenannte „OV-Reihe“.
Zum Ende der regulären Saison erreichte die Mannschaft 82 Punkte. Da sich diese Wertung im Vorjahr auf 24 Punkte summiert hatte, erzielte die Mannschaft mit ihrer Steigerung um 58 Punkte die größte Verbesserung zwischen zwei Spielzeiten und somit einen neuen NHL-Rekord. Die Sharks belegten den achten Platz der Western Conference und qualifizierten sich somit erstmals für die Play-offs. Dort trafen sie in der ersten Runde auf die in der Setzliste an erster Position stehenden Detroit Red Wings. Die Sharks bezwangen diese im entscheidenden siebten Spiel der Serie. In der nächsten Runde spielten die Sharks gegen die Toronto Maple Leafs. Nach fünf Spielen führte San Jose in der Serie mit 3–2. Im sechsten Spiel stand es nach 60 Minuten 2:2 und das Spiel ging in die Overtime. Johan Garpenlöv traf die Torlatte der Maple Leafs und versäumte es daher, San Jose in die nächste Runde zu schießen. Kurz darauf erzielten die Maple Leafs den Siegtreffer. Im siebten Spiel gewann erneut Toronto und die Nordkalifornier schieden aus.
Aufgrund des Lockouts spielte die NHL in der Saison 1994/95 einen verkürzten Spielplan mit lediglich 48 Begegnungen. Die Sharks zogen erneut in die Playoffs ein und schlugen in der ersten Runde die Calgary Flames im siebten und entscheidenden Spiel in der zweiten Verlängerung. In der zweiten Runde endeten die Playoffs für das Team. Die Detroit Red Wings revanchierten sich mit einem 4–0-Sweep für die Niederlage aus dem Vorjahr. Die wichtigsten Stützen des Teams waren zu dieser Zeit Torhüter Artūrs Irbe, Verteidiger Sandis Ozoliņš und die Stürmer Igor Larionow und Sergei Makarow. Im März 1995 wurde das erste und bisher einzige Spiel der NHL-Geschichte wegen Regens abgesagt. Der Guadalupe River, der durch San José fließt, war wegen starker, anhaltender Regenfälle über seine Ufer getreten. Damit war es unmöglich, in die San Jose Arena zu gelangen, um das Spiel zwischen den Sharks und den Detroit Red Wings vor Ort zu verfolgen.

### Rückschläge und Umstrukturierung (1995 bis 1999)
Die folgende Saison 1995/96 verlief nicht so erfolgreich wie die vorangegangenen und San Jose verpasste nach zwei Jahren erstmals wieder die Playoffs. Makarow hatte das Team vor Saisonbeginn verlassen und so gab der Verein im Oktober 1995, nach einem unter den Erwartungen liegenden Saisonstart, den 36-jährigen Larionow nach Detroit und Ozoliņš nach Colorado ab. Im Gegenzug erhielten die Nordkalifornier Ray Sheppard aus Detroit und Owen Nolan aus Colorado, der während seiner Zeit in San José zum Führungsspieler des Teams avancieren sollte. Der Neuaufbau beinhaltete auch den Austausch von Trainer Constantine, der während der Spielzeit durch Jim Wiley ersetzt wurde. Nach der Saison erhielt Torhüter Irbe, der wegen einer Verletzung lange gefehlt hatte, die Freigabe den Verein zu wechseln und bekam keinen neuen Vertrag.
Vor der Saison 1996/97 verpflichteten die San Jose Sharks den Stürmer Tony Granato, der in der Vorsaison eine schwere Kopfverletzung erlitten hatte, ebenso wie Al Sims als neuen Trainer. Dennoch gelang ihnen der Einzug in die Endrunde nicht, obwohl sie kurz vor dem Ende der Wechselfrist mit Ed Belfour einen Torhüter mit großer Playoff-Erfahrung unter Vertrag genommen hatten. Mit 27 Siegen beendete die Mannschaft die reguläre Saison wie im Vorjahr auf dem letzten Platz der Pacific Division. Der Höhepunkt der Saison war die Austragung des NHL All-Star Games in der heimischen San Jose Arena, dessen Gastgeber die Sharks bereits in der verkürzten Spielzeit 1994/95 hätten sein sollen. An diesem nahmen mit Granato und Nolan, dem in diesem Spiel ein Hattrick gelang, zwei Vertreter der Sharks teil. Granato gelang es zudem als erstem Spieler der Franchise-Geschichte, mit einem der NHL Awards ausgezeichnet zu werden. Er erhielt die Bill Masterton Memorial Trophy für sein erfolgreiches Comeback nach der Kopfverletzung.
Zu Beginn der Saison 1997/98 stellte die Vereinsführung Darryl Sutter als neuen Trainer vor und verpflichtete mit Mike Vernon einen erfahrenen Torhüter, der wenige Monate zuvor die Detroit Red Wings zum Gewinn des Stanley Cups geführt hatte. Außerdem wählte sie mit Patrick Marleau an der zweiten Gesamtposition im NHL Entry Draft 1997 einen talentierten Spieler aus. Mit Marco Sturm schloss sich ein junger deutscher Spieler dem Team an. Die Umstrukturierungen lohnten sich, da das Team wieder die Playoffs erreichte, allerdings scheiterte es in der ersten Runde an den Dallas Stars.
Im Jahr darauf, in dem die Sharks die Saisonauftaktpartie in der japanischen Hauptstadt Tokio gegen die Calgary Flames bestritten, erreichte San Jose trotz einer negativen Bilanz als Siebter in der Western Conference die Playoffs. Wieder schieden die Sharks in der ersten Runde aus, dieses Mal in sechs Spielen gegen die Colorado Avalanche. Dies ereignete sich trotz eines in seiner Stärke ausgeglichenen Torhüterduos. Es bestand aus Mike Vernon und dem jungen Steve Shields, der sich im Saisonverlauf gut entwickelt hatte. Auch die Verpflichtung des erfahrenen Centers Vincent Damphousse aus Montréal im März 1999 änderte nichts am Erstrunden-Aus des Teams.

### Zurück in den Playoffs (1999 bis 2002)
In der Millenniumssaison 1999/2000 gewannen die Sharks erstmals in ihrer Geschichte mehr Spiele in der regulären Saison, als sie verloren. Zudem verbesserten sie ihren Saisonrekord zum sechsten Mal in Folge. In den Playoffs trafen sie mit den St. Louis Blues auf das beste Team der regulären Saison. Nach einer ausgeglichenen Serie über sieben Spiele gingen die Sharks aus dieser als Sieger hervor und besiegten zum zweiten Mal das beste Team der Western Conference, nachdem ihnen dies mit einem Seriensieg über die Detroit Red Wings im Jahr 1994 gelungen war. In der zweiten Runde erzielten sie gegen die Dallas Stars lediglich einen Sieg und schieden aus.
Im Spieljahr 2000/01 strebten die Sharks weiter nach oben und verbesserten ihren Saisonrekord abermals. Der Torhüter Jewgeni Nabokow absolvierte eine starke erste Saison als Stammtorhüter und erhielt die Calder Memorial Trophy als bester Rookie der NHL. Erneut traf die Mannschaft in der ersten Runde der Playoffs auf die St. Louis Blues, doch diesmal hatten diese das glücklichere Ende für sich und revanchierten sich für die Niederlage der letztjährigen Playoffs. Obwohl im März 2001 mit dem Finnen Teemu Selänne von den Mighty Ducks of Anaheim im Austausch gegen Torhüter Steve Shields und Stürmer Jeff Friesen noch eine namhafte Verstärkung verpflichtet wurde und die Klubführung sich dadurch mehr ausgerechnet hatte, war die Mannschaft nicht in der Lage in den Playoffs in die nächste Runde vorzustoßen.
Zu Beginn der nächsten Saison nahmen die Sharks den NHL-Veteranen Adam Graves unter Vertrag und gewannen, dank einer ausgeglichenen Teamleistung auf allen Positionen, zum ersten Mal den Titel in der Pacific Division. Der Mix aus älteren Spielern, wie Vincent Damphousse, Gary Suter und eben Adam Graves und jungen Spielern wie Patrick Marleau und Marco Sturm gab den Sharks den entscheidenden Vorteil gegenüber anderen Teams. Zudem akzeptierten weniger talentierte Spieler ihre Rolle im Team und setzten sich für selbiges ein. In der ersten Runde der Playoffs besiegten sie die Phoenix Coyotes in fünf Spielen, jedoch war das Erreichen der zweiten Runde, wie in den Vorjahren, gleichbedeutend mit dem Ausscheiden. Die Sharks unterlagen der Colorado Avalanche knapp in sieben Spielen.
Nach der Saison übergaben die Gund-Brüder die Besitzrechte an den San Jose Sharks offiziell an eine Gruppe lokaler Investoren, die San Jose Sports & Entertainment Enterprises (SJSEE). Diese hatte, unter der Führung von Greg Jamison, die Rechte des Franchises am 26. Februar 2002 käuflich erworben.

### Tief- und Höhepunkte (2002 bis 2005)
Die Saison 2002/03 stellte einen Tiefpunkt für das Sharks-Franchise dar. In der Saisonvorbereitung hatte es sowohl im Trainerstab als auch im Management Versäumnisse gegeben, worunter die Stimmung im Team über große Teile der Spielzeit litt. Das alles führte dazu, dass die Sharks die Playoffs verfehlten. Während der Saison entließ die Vereinsführung Trainer Darryl Sutter und ersetzte ihn durch Ron Wilson. Bereits während der missglückten Spielzeit kam es zum Ende der Wechselfrist und in der Sommerpause zum großen Umbruch und Neuanfang innerhalb der Mannschaft. Owen Nolan, der langjährige Kapitän des Franchises, wechselte nach Toronto, Selänne ging nach Colorado. Ebenso mussten weitere Spieler das Team verlassen. Mit Alyn McCauley und Wayne Primeau kauften die Sharks etwas jüngere Spieler, die allerdings über genügend NHL-Erfahrung verfügten. Hinzu kamen junge und unerfahrene Spieler, wie Jim Fahey, Niko Dimitrakos und Christian Ehrhoff.
Die Saison 2003/04 wurde zu einem neuen Wendepunkt für die Sharks. Die Mannschaft spielte die bis dahin beste Saison seit Bestehen des Franchises und schloss die reguläre Saison auf dem zweiten Platz der Western Conference mit einem Franchise-Rekord von 104 Punkten ab. Patrick Marleau übernahm in der zweiten Hälfte der Saison die Kapitänsrolle und entwickelte sich zum Führungsspieler. In der ersten Runde der Playoffs trafen sie zum wiederholten Mal auf St. Louis und schlug diese deutlich nach Spielen mit 4–1. In der nächsten Runde spielte San Jose gegen Colorado und zum ersten Mal gewannen die Sharks eine Serie der zweiten Runde. Im Conference-Finale traten sie gegen die Calgary Flames an, die den Höhenflug der Sharks in sechs Spielen stoppten.

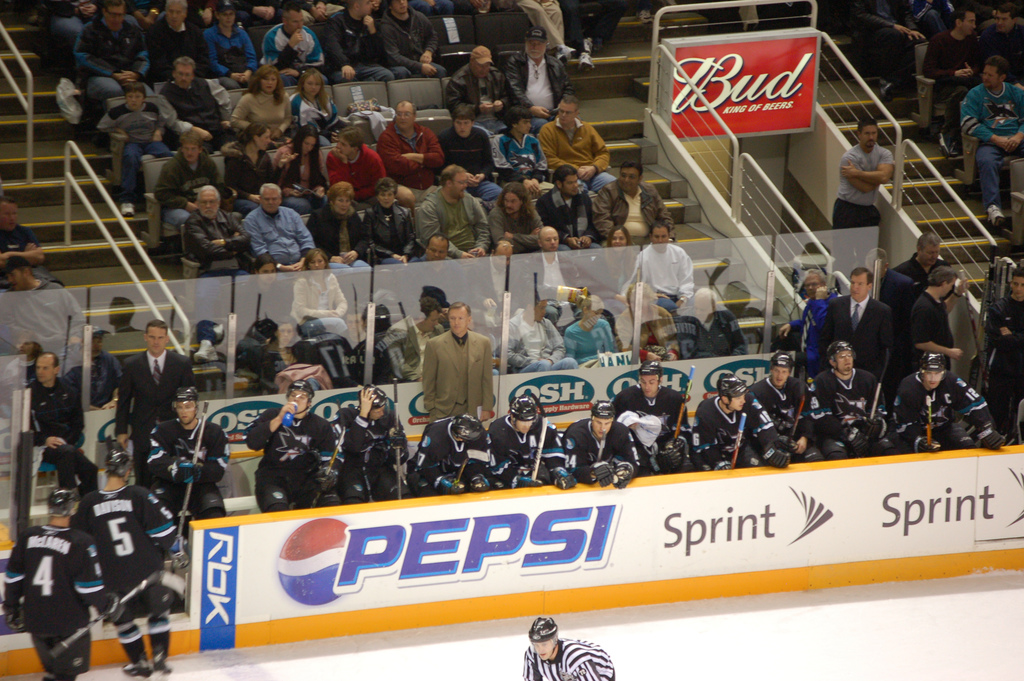
Die Bank der San Jose Sharks mit dem ehemaligen Trainer Ron Wilson

Nach der Saison verhandelten die NHL, die Teambesitzer und die Spieler über ein neues Collective Bargaining Agreement, eine Art Tarifvertrag. Die Verhandlungen führten dazu, dass die Teams ihre Spieler aussperrten, was wiederum dazu führte, dass die Spieler zu europäischen Teams wechselten, da der Saisonstart der NHL-Saison auf unbestimmte Zeit verschoben wurde. Schließlich wurde die Saison im Februar 2005 komplett abgesagt und erst im Juli 2005 konnten sich die drei Parteien einigen.

### Superstars bei den Sharks (2005 bis 2007)
Die Sharks starteten schlecht in die Saison 2005/06. Mehrere erfahrene Spieler hatten das Team verlassen, die Angriffsreihen schossen nicht genug Tore, Torhüter Nabokow spielte schwach und sein Back-up Vesa Toskala hatte mit Verletzungen zu kämpfen. Dies alles führte dazu, dass San Jose bis November auf dem letzten Platz der Pacific Division abrutschte. Das Management entschied sich für einen sogenannten „Blockbuster“-Transfer, in dem Marco Sturm, Brad Stuart und Wayne Primeau für Joe Thornton zu den Boston Bruins transferiert wurden. Die Medien waren der Meinung, dass den Sharks damit ein großer Coup gelungen war, während sie das Management der Boston Bruins nicht verstanden, die damit einen ihrer Führungsspieler abgegeben hatten. Möglich geworden war dieser große Einschnitt durch die guten Draftwahlen der Sharks in den vergangenen Jahren, die einen talentierten Unterbau im Farmsystem begründeten. Die Verpflichtung von Thornton stellte sich als vorteilhaft heraus, da er mit Jonathan Cheechoo in einer Angriffsreihe spielte, der sich nach zwei durchwachsenen Spielzeiten an Thorntons Seite zu einem Torjäger entwickelte. Zusammen mit Nils Ekman bildeten sie eine der besten Sturmreihen der Liga. Vesa Toskala übernahm die Rolle als Stammtorhüter und das Team kletterte in der Tabelle stetig nach oben. Schließlich gelang der Mannschaft die Qualifikation für die Playoffs. In der ersten Runde besiegten sie die Nashville Predators mit 4–1, verlor jedoch in der zweiten Runde gegen die Edmonton Oilers trotz einer zwischenzeitlichen Führung von 2–0 in der Serie mit 2–4. Die Saison fand für Thornton und Cheechoo einen versöhnlichen Abschluss: Cheechoo erhielt für seine 56 Saisontore die Maurice ‚Rocket‘ Richard Trophy als bester Torschütze der Liga, Thornton bekam die Art Ross Trophy als bester Scorer verliehen und wurde zudem mit der Hart Memorial Trophy als wertvollster Spieler der NHL ausgezeichnet.
Während der Sommerpause nahmen die Sharks mit Mike Grier, Curtis Brown und Mark Bell drei erfahrene Defensivstürmer unter Vertrag. Grier und Brown fassten schnell Fuß im Team und entwickelten sich zu unentbehrlichen Stützen im Unterzahlspiel, Bell hingegen konnte sich im gesamten Saisonverlauf nicht mit dem neuen Spielsystem anfreunden und hatte zudem mit privaten Schwierigkeiten zu kämpfen.

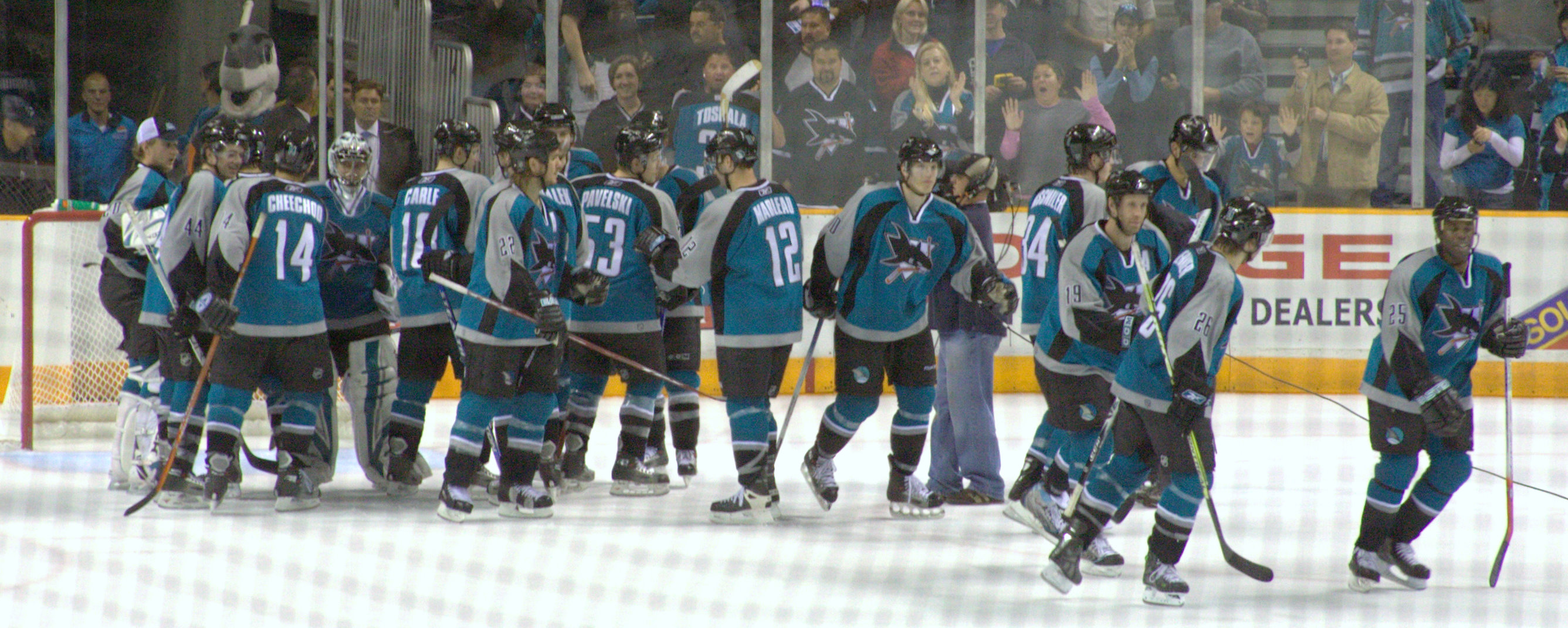
Das Team feiert den 4:0-Heimsieg über die Phoenix Coyotes

Zum Start der Saison 2006/07 stellten die Sharks mit drei Auftaktsiegen einen Franchise-Rekord ein und setzten sich sogleich im oberen Bereich der Tabelle fest. Vor allem das sich stetig abwechselnde Torhüter-Duo um Nabokow und Toskala gab der jungen, talentierten und unerfahrenen Defensive um die Rookies Matt Carle und Marc-Édouard Vlasic, die am Saisonende beide ins NHL All-Rookie Team gewählt wurden, den nötigen Rückhalt. In der Offensive sprangen junge Spieler aus dem Farmteam wie Joe Pavelski und Ryane Clowe für den schwächelnden Jonathan Cheechoo in die Bresche. Aufgrund von stark schwankenden Leistungen innerhalb des Teams verpflichtete das Management kurz vor Ende der Wechselperiode zwei weitere erfahrene Spieler, um die Mannschaft für die Playoffs zu rüsten. Zunächst verpflichteten die Sharks Craig Rivet, einen Verteidiger von den Montréal Canadiens gegen Josh Gorges und ein Erstrunden-Draftrecht. Am Stichtag transferierte das Management ein weiteres Erstrunden-Wahlrecht und Ville Nieminen zu den St. Louis Blues, die im Austausch Flügelspieler Bill Guerin nach San Jose abgaben. Letztendlich beendete San Jose die Saison mit 51 Siegen und 107 Punkten – beides neue Franchise-Rekorde – und traf als Fünfter der Western Conference in der ersten Playoff-Runde wie im Vorjahr auf die Nashville Predators, die sie mit 4–1 besiegten. In der folgenden Serie gegen die Detroit Red Wings unterlagen die Nordkalifornier mit 2–4 und schieden, wie im Jahr zuvor, im Conference-Halbfinale aus.
Mit zwischenzeitlich 49 Spielen in Folge, die in der regulären Spielzeit endeten und nicht in der Overtime oder im Shootout entschieden wurden, stellten die Sharks einen neuen NHL-Rekord auf. Es war die längste Serie seit Einführung der Overtime zur Saison 1983/84. Der vorherige Rekordhalter waren die Toronto Maple Leafs mit 41 Spielen in Serie in der Saison 1996/97 gewesen.

### Aufstieg zum ernsthaften Titelaspiranten (seit 2007)
Am 24. Juli 2007 präsentierten die Sharks erstmals ihr neues überarbeitetes Logo der Öffentlichkeit. Mit dem Beginn des Trainingscamps im September führten sie zudem, durch den Ausstatterwechsel der Liga bedingt, neue und von Sportartikelhersteller Reebok entworfene Spieluniformen ein.

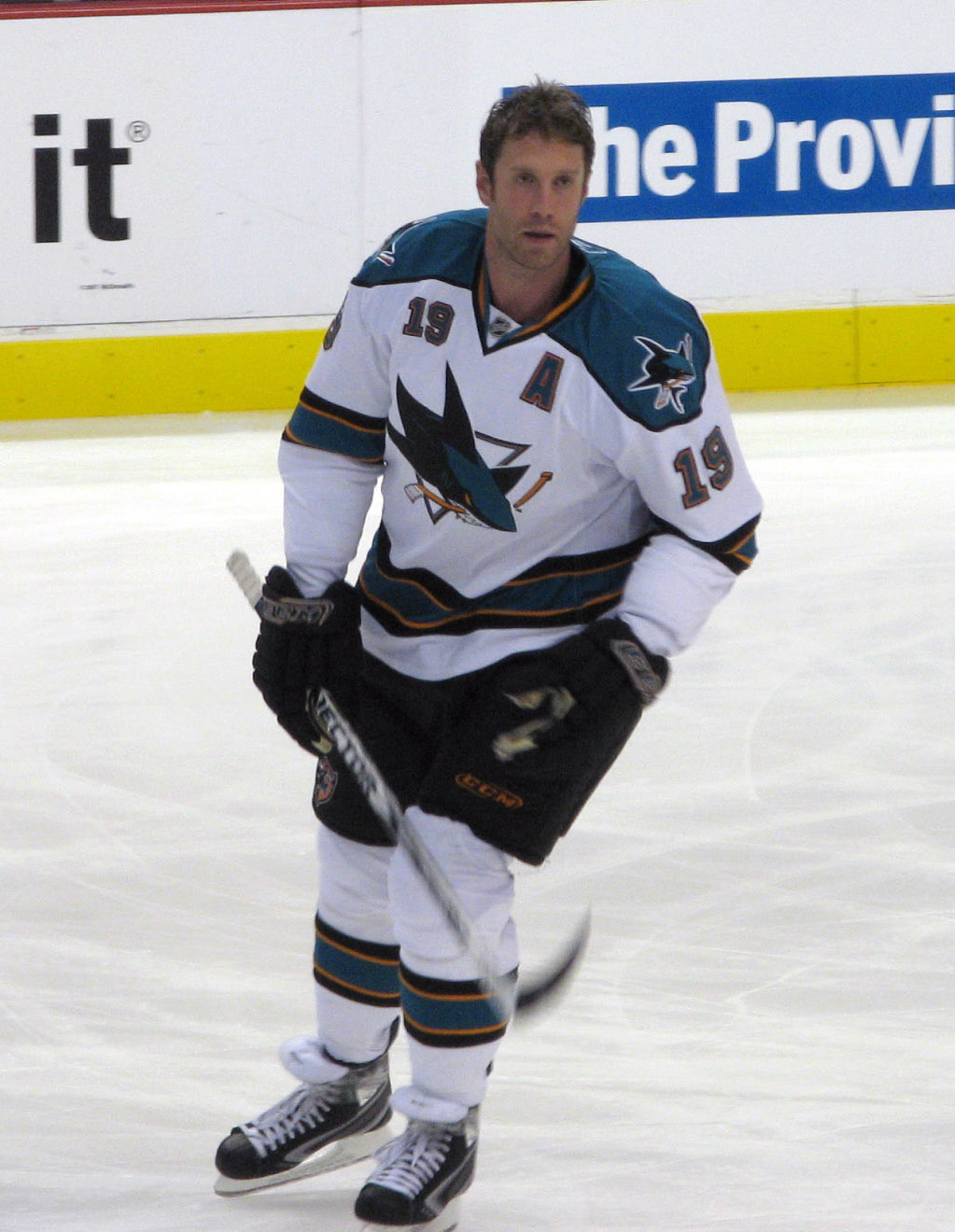
Joe Thornton im neuen Auswärtstrikot

In der Sommerpause verließen mit Scott Hannan und Bill Guerin zwei namhafte und erfahrene Spieler San Jose, für die zunächst kein adäquater Ersatz verpflichtet wurde. Zudem hatte das Team Vesa Toskala und Mark Bell vor dem NHL Entry Draft an die Toronto Maple Leafs abgegeben. Das Management beschränkte sich, im Gegensatz zum Vorjahr, auf die langfristige Bindung der Leistungsträger und verlängerte die Verträge von Craig Rivet, Joe Thornton, Milan Michálek und Kapitän Patrick Marleau. Im September unterschrieb Jeremy Roenick, ein erfahrener Free Agent, einen Einjahresvertrag. Wenige Wochen später folgte die Rückkehr des Letten Sandis Ozoliņš, der San Jose vor zwölf Jahren verlassen hatte. Aufgrund der erfahrenen Neuverpflichtungen und der Ausgeglichenheit des Kaders begannen die Sharks erstmals in der Franchise-Geschichte die Spielzeit als einer der Topfavoriten auf den Stanley-Cup-Sieg. Zwar gehörte das Team in der ersten Hälfte der Saison stets zu den punktbesten Mannschaften, doch erst Mitte Februar zeigten sie die erwarteten Leistungen. Nach der Verpflichtung eines offensivstarken Verteidigers in Person von Brian Campbell kurz vor der Trade-Deadline startete San Jose eine lange Siegesserie und sicherte sich gegen die Konkurrenz aus Anaheim und Dallas den dritten Divisionstitel seit der Saison 2002/03. In den folgenden Playoffs kam San Jose aber erneut nicht über die zweite Runde hinaus. Nachdem sie die Calgary Flames knapp in sieben Spielen bezwungen hatten, folgte das Aus gegen die Dallas Stars in sechs Spielen, was am 12. Mai 2008 zur Entlassung von Trainer Ron Wilson führte.
Einen Monat später, am 11. Juni 2008, präsentierte die Führungsetage mit Todd McLellan, dem bisherigen Assistenztrainer der Detroit Red Wings, seinen Nachfolger. Dieser ließ, nach dem Wechsel von Brian Campbell nach Chicago, mit Dan Boyle und Rob Blake zwei erfahrene Offensiv-Verteidiger verpflichten und führte das Team mit vier Siegen in den ersten vier Spielen zum besten Saisonstart der Franchise-Geschichte. Im weiteren Verlauf der Spielzeit stellten die Sharks diverse NHL-Rekorde ein oder auf, darunter der beste Saisonstart nach 30 Partien mit erreichten 52 von 60 möglichen Punkten, womit sie den 79 Jahre alten Startrekord der Boston Bruins aus der Saison 1929/30 brachen. Am Ende der regulären Saison sicherten sie sich – neben dem ersten Rang in der Western Conference – nach einem Fernduell mit den Boston Bruins erstmals die Presidents’ Trophy als punktbestes Team. Als Mitfavorit auf den Stanley Cup traf San Jose in der ersten Playoff-Runde auf den Lokalrivalen aus Anaheim. Im ersten kalifornischen Playoff-Duell seit der Saison 1968/69, als die Los Angeles Kings gegen die Oakland Seals spielten, setzten sich die Anaheim Ducks in sechs Spielen durch. Das frühe Ausscheiden der Sharks führte dazu, dass das Team in der Off-Season im Bereich der dritten und vierten Sturmreihe abermals umgebaut wurde. Des Weiteren konnte mit Dany Heatley von den Ottawa Senators im Tausch für Milan Michálek, Jonathan Cheechoo und einen Zweitrunden-Draftpick einer der besten Torjäger der Liga erworben werden.

## Spielstätten
Die Sharks tragen ihre Heimspiele seit 1993 im SAP Center, einer 17.562 Zuschauer fassenden Multifunktionsarena, aus. Die Halle wird scherzhaft „Shark Tank“ (dt. Haifischbecken) genannt. Sie ist, gemessen an ihrer Anzahl von Sitzplätzen, eine der kleinsten der gesamten Liga. Nach Beendigung der Bauphase trug die Arena den Namen San Jose Arena, nach dem Abschluss eines Sponsorenvertrages mit Compaq im Jahr 2001 änderte sich der Name in Compaq Center. Durch die Übernahme von Compaq durch Hewlett-Packard 2003 erhielt sie den Namen HP Pavilion. 2013 wurde die Arena in SAP Center umbenannt. Die Namensrechte für die Arena hält das deutsche Softwareunternehmen SAP für fünf Jahre und zahlt dafür 3,35 Millionen US-Dollar jährlich. Zu Beginn jedes Spiels betreten die Spieler der Sharks durch einen überdimensionalen Haikopf das Eis.
| Saison   | Heim- spiele | Zuschauer- zahl | Zuschauer- schnitt | Auslastung | Ausver- käufe | max. Kapazität |
| 1991/921 | 40           | 435.520         | 10.088             | 100,0 %    | 40            | 10.088         |
| 1992/931 | 41           | 452.849         | 11.045             | 99,6 %     | 34            | 11.089         |
| 1993/94  | 41           | 680.407         | 16.595             | 96,5 %     | 28            | 17.190         |
| 1994/952 | 24           | 412.560         | 17.190             | 100,0 %    | 24            | 17.190         |
| 1995/96  | 41           | 704.790         | 17.190             | 100,0 %    | 41            | 17.190         |
| 1996/97  | 41           | 714.238         | 17.420             | 99,9 %     | 38            | 17.442         |
| 1997/98  | 41           | 701.164         | 17.101             | 97,8 %     | 20            | 17.483         |
| 1998/993 | 40           | 685.929         | 17.148             | 98,1 %     | 23            | 17.483         |
| 1999/00  | 41           | 708.925         | 17.291             | 98,8 %     | 32            | 17.483         |
| 2000/01  | 41           | 716.196         | 17.468             | 99,9 %     | 35            | 17.496         |
| 2001/02  | 41           | 714.357         | 17.423             | 99,6 %     | 33            | 17.496         |
| 2002/03  | 41           | 711.386         | 17.350             | 99,2 %     | 26            | 17.496         |
| 2003/04  | 41           | 649.261         | 15.836             | 90,5 %     | 10            | 17.496         |
| 2004/054 | —            | —               | —                  | —          | —             | —              |
| 2005/06  | 41           | 690.095         | 16.831             | 96,2 %     | 21            | 17.496         |
| 2006/07  | 41           | 714.316         | 17.422             | 99,6 %     | 36            | 17.496         |
| 2007/08  | 41           | 713.863         | 17.411             | 99,5 %     | 31            | 17.496         |
| 2008/09  | 41           | 717.023         | 17.488             | 99,9 %     | 40            | 17.496         |
| 2009/10  | 41           | 719.940         | 17.559             | 99,9 %     | 40            | 17.562         |
| 2010/115 | (40)         |                 |                    |            |               | 17.562         |
| Gesamt   | 719          | 11.842.819      | 16.438             | 98,7 %     | 552           | —              |

1 Heimspiele wurden im Cow Palace ausgetragen
2 Saison wegen des NHL-Lockout 1994/95 verkürzt
3 Saisonauftaktpartie wurde in Japan ausgetragen
4 Saison wegen des NHL-Lockout 2004/05 ausgefallen
5 Saisonauftaktpartie wurde in Schweden ausgetragen
Von 1991 bis 1993 spielte der Klub im 1941 eröffneten Cow Palace, der bei Eishockeyveranstaltungen eine Kapazität von 11.100 Plätzen hat, da es in San José noch keine geeignete Halle gab. Der Cow Palace befindet sich im benachbarten Daly City vor den Toren San Franciscos. Zu einer wirklichen Heimat für das junge Team wurde die durch das jährlich stattfindende Grand National Rodeo bekannte Halle nie. Das SAP Center wurde 1993 fertiggestellt und so kamen die Fans nach zwei Jahren in den Genuss, das in ihrer Stadt beheimatete Team auch dort spielen zu sehen.

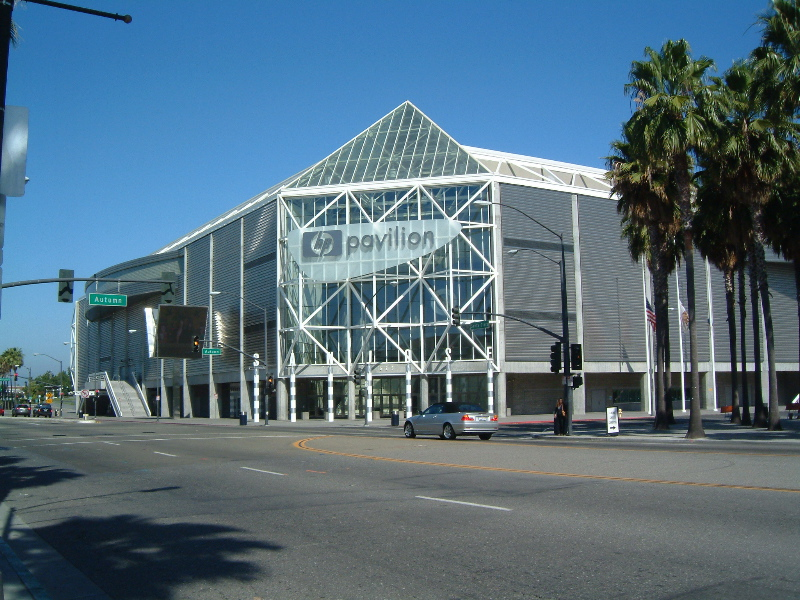
Die Außenfassade des SAP Centers

Bedingt dadurch, dass seit 1994 jährlich im Februar das einwöchige ATP-Tennisturnier SAP Open im SAP Center stattfindet, bestreiten die San Jose Sharks in diesem Zeitraum meist die längste Serie von Auswärtsspielen in Folge im Verlauf der regulären Saison.

### Zuschauerzahlen
In den ersten beiden Jahren im Cow Palace konnten die Sharks eine Zuschauerauslastung nahezu 100 Prozent verbuchen. Mit dem Umzug 1993 in die deutlich größere San Jose Arena sank die Auslastung auf 96,5 Prozent. Nach den ersten Playoff-Erfolgen in der Saison 1993/94 stiegen die Zuschauerzahlen deutlich an und erreichten einen ersten Höhepunkt in der Saison 1996/97 mit einer durchschnittlichen Zuschauerzahl von 17.420 Zuschauern pro Spiel bei verfügbaren 17.496 Plätzen. In den folgenden drei Jahren ging die Auslastungsrate leicht zurück, hielt sich aber konstant zwischen 98 und 99 Prozent.
Nachdem sich die Sharks während der Saison 1999/00 nach fünf Jahren erstmals wieder für die zweite Runde der Playoffs qualifiziert hatten, stieg das Zuschauerinteresse in der folgenden Spielzeit und es wurde mit einer Auslastung von 99,8 Prozent ein neuer Höchstwert aufgestellt. Auch in den nächsten zwei Spieljahren lag der Wert über 99 Prozent. Nach den Misserfolgen in der Saison 2002/03 mussten die Sharks im nächsten Jahr erstmals einen deutlichen Zuschauerrückgang hinnehmen, als die Auslastung auf 90,5 Prozent sank.
Nach dem Ausfall der Saison 2004/05 erholten sich die Zuschauerzahlen wieder und in der vergangenen Saison 2006/07 waren mit 17.422 Zuschauern pro Spiel 99,6 Prozent aller Plätze verkauft. Die restlichen vier Mannschaften der Pacific Division hatten schlechtere Werte.
Bei den Fans anderer Mannschaften genießen die Sharks keine große Popularität. In den letzten sechs Spielzeiten konnten sie auswärts nur zweimal eine durchschnittliche Auslastung von über 90 Prozent verbuchen. In der Saison 2006/07 lag die Auslastungsrate bei Auswärtsspielen bei 88,7 Prozent. Nur die Columbus Blue Jackets und die Nashville Predators hatten in dieser Kategorie schlechtere Werte.
Eine Eintrittskarte kostete in der Saison 2007/08 im Schnitt 39 US-Dollar und stieg damit im Vergleich zu den beiden Vorjahren um sechs Dollar.

## Besitzer und Farmteams
| Saison          | Farmteam                | Liga |
| 1991/92         | Nashville Knights       | ECHL |
| 1991/92–1995/96 | Kansas City Blades      | IHL  |
| 1994/95         | Roanoke Express         | ECHL |
| 1995/96         | Mobile Mysticks         | ECHL |
| 1996/97–1997/98 | Louisville River Frogs  | ECHL |
| 1996/97–2000/01 | Kentucky Thoroughblades | AHL  |
| 1998/99–2002/03 | Richmond Renegades      | ECHL |
| 2000/01         | New Orleans Brass       | ECHL |
| 2001/02         | Dayton Bombers          | ECHL |
| 2001/02–2005/06 | Cleveland Barons        | AHL  |
| 2002/03         | Cincinnati Cyclones     | ECHL |

| Saison          | Farmteam            | Liga |
| 2003/04–2004/05 | Johnstown Chiefs    | ECHL |
| 2003/04–2006/07 | Fresno Falcons      | ECHL |
| 2005/06–2006/07 | Toledo Storm        | ECHL |
| 2006/07–2014/15 | Worcester Sharks    | AHL  |
| 2007/08–2008/09 | Phoenix RoadRunners | ECHL |
| 2007/08–2008/09 | China Sharks        | ALIH |
| 2009/10         | Kalamazoo Wings     | ECHL |
| 2009/10–2011/12 | Stockton Thunder    | ECHL |
| 2012/13         | San Francisco Bulls | ECHL |
| 2014/15–2017/18 | Allen Americans     | ECHL |
| seit 2015/16    | San Jose Barracuda  | AHL  |
| seit 2022/23    | Wichita Thunder     | ECHL |

Seit dem 26. Februar 2002 befinden sich die San Jose Sharks im Besitz einer Gruppe lokaler Investoren, der San Jose Sports & Entertainment Enterprises (SJSEE). Die Gruppe betreibt neben dem NHL-Team auch das SAP Center, die San Jose Barracuda und die beiden Trainingshallen des Teams. Zudem ist es Besitzer der San Jose Stealth, der professionellen Lacrossemannschaft der Stadt. Präsident und Chief Executive Officer (CEO) der Gruppierung ist Greg Jamison, der bereits seit 1993 in der Organisation der San Jose Sharks tätig ist. Von 1991 bis 2002 waren die Brüder George und Gordon Gund alleinige Besitzer des Franchise.
Wie alle NHL-Teams unterhalten die San Jose Sharks seit ihrer Gründung mehrere Farmteams in unterklassigen Ligen. Die für das Franchise bedeutendste Kooperation unterhielten die Sharks seit Beginn der Saison 2006/07 in Worcester im US-Bundesstaat Massachusetts, wo die Worcester Sharks in der American Hockey League spielten. Die Kooperation dient größtenteils dazu, dass junge Nachwuchsspieler, die einen NHL-Vertrag besitzen und sich für die NHL empfehlen wollen, zu Einsätzen kommen. Darüber hinaus bietet das Farmteam länger verletzt gewesenen Spielern die Möglichkeit, wieder in den Spielrhythmus zu kommen. Auch besteht die Option aufgrund der Gehaltsobergrenze in der NHL, nicht im NHL-Kader zu haltende Spieler dort einzusetzen. 2015 wurden die Worcester Sharks in die San Jose Barracuda umbenannt.
Die American Hockey League ist als Minor League der Klasse AAA und somit der höchstmöglichen Stufe unterhalb der NHL deklariert. Zuvor war das Franchise von 2001 bis 2006 als Cleveland Barons und von 1996 bis 2001 als Kentucky Thoroughblades aufgetreten. Die Kooperation hat seit 1996 bestand. Das erste Farmteam, das die Sharks in der höchsten Klasse unterhielten, waren von 1991 bis 1996 die Kansas City Blades in der International Hockey League. Während der Kooperation mit den San Jose Sharks konnten diese am Ende der Saison 1991/92 den Turner Cup gewinnen. Neben dem Franchise in der Klasse AAA arbeiten die Sharks auch mit Mannschaften der ECHL bzw. East Coast Hockey League, die in die zweithöchste Minor-League-Klasse AA eingruppiert ist, zusammen. Bisher standen 15 verschiedene Mannschaften mit dem NHL-Klub in Kooperation. In der Spielzeit 2009/10 waren dies die Kalamazoo Wings, seit der Saison 2012/13 sind die San Francisco Bulls das Farmteam der Sharks. Die Hinzunahme des Teams aus dem kalifornischen Daly City beruhte auf der geografischen Nähe zur US-amerikanischen Westküste und somit kürzeren Reisezeit für Minor-League-Spieler im Gegensatz zum in Massachusetts gelegenen Worcester an der Ostküste der Vereinigten Staaten.
Einmalig in der Geschichte der National Hockey League war die Kooperation mit den China Sharks aus der Asia League Ice Hockey zwischen 2007 und 2009.

## Wirtschaftliche Entwicklung
| Saison  | Wert                      | Umsatz                    | Gewinn/Verlust            |
| 1997/98 | 108                       | 49,2                      | −2,6 %                    |
| 1998/99 | 123                       | 51,2                      | −1,2 %                    |
| 1999/00 | 141                       | 61,3                      | +3,4 %                    |
| 2000/01 | 148                       | 63,0                      | +4,0 %                    |
| 2001/02 | 158                       | 71,0                      | −0,8 %                    |
| 2002/03 | 137                       | 65,0                      | −8,6 %                    |
| 2003/04 | 149                       | 74,0                      | +1,3 %                    |
| 2004/05 | keine Daten wegen Lockout | keine Daten wegen Lockout | keine Daten wegen Lockout |
| 2005/06 | 145                       | 69,0                      | +1,8 %                    |
| 2006/07 | 165                       | 72,0                      | −5,1 %                    |
| 2007/08 | 179                       | 85,0                      | +2,4 %                    |
| 2008/09 | 184                       | 84,0                      | −5,0 %                    |
| 2009/10 | 194                       | 88,0                      | −6,0 %                    |
| 2010/11 | 211                       | 96,0                      | −8,0 %                    |
| 2011/12 | 223                       | 101,0                     | −0,9 %                    |
| 2012/13 | 405                       | 84,0                      | +2,1 %                    |
| 2013/14 | 425                       | 117,0                     | +5,6 %                    |
| 2014/15 | 445                       | 126,0                     | +8,2 %                    |
| 2015/16 | 470                       | 141,0                     | +7,1 %                    |
| 2016/17 | 490                       | 137,0                     | +8,6 %                    |
| 2017/18 | 510                       | 148,0                     | +12,0 %                   |
| 2018/19 | 540                       | 164,0                     | +10,0 %                   |

* Alle Angaben in Millionen US-Dollar
Während der Saison 1997/98 hatten die San Jose Sharks Einnahmen in Höhe von 49,2 Millionen US-Dollar und verbuchten am Ende einen Verlust von 2,6 Millionen US-Dollar. In den folgenden Jahren stieg der Umsatz deutlich an und nach dem Spieljahr 1999/00 stand in den Geschäftsbüchern erstmals ein Gewinn von 3,4 Millionen US-Dollar. Im Folgejahr stieg der Gewinn auf vier Millionen US-Dollar, ehe im Jahr darauf am Ende, trotz eines Rekordumsatzes von 71 Millionen US-Dollar, ein Verlust von 800.000 US-Dollar verzeichnet wurde.
Die folgende Saison 2002/03 war sowohl sportlich als auch wirtschaftlich ein Rückschlag, da ein Verlust von 8,6 Millionen US-Dollar verbucht wurde. Das Franchise erholte sich im Jahr darauf auf beiden Ebenen und erreichte neben dem sportlichen Erfolg einen Gewinn von 1,3 Millionen US-Dollar. Mit Einnahmen von 74 Millionen US-Dollar wurde eine neue Höchstmarke erreicht.
Nach dem Ausfall der Saison 2004/05 hielten die Sharks ihre Zahlen weitestgehend konstant. Bei einem geringeren Umsatz wurde der Gewinn um 500.000 US-Dollar gesteigert. Die Spielzeit 2006/07, in der erstmals mit namhaften Verstärkungen zum Ende der Saison der Stanley-Cup-Gewinn ins Auge gefasst wurde, schlossen die Sharks mit einem Verlust von 5,1 Millionen ab, obwohl der Umsatz im Vergleich zum Vorjahr leicht angestiegen war. Das folgende Spieljahr schlossen die Sharks mit einem neuen Umsatzrekord von 85 Millionen US-Dollar ab. Zum Jahresende 2010 wurde mit 88 Millionen ein Umsatzrekord vermeldet. Dies verhinderte allerdings nicht, dass das Franchise das Spieljahr mit einem Verlust von sechs Millionen beendete.

### Wert des Franchises
Laut dem Forbes Magazine betrug der Wert des Franchise in der Saison 1997/98 108 Millionen US-Dollar. Durch den Erfolg der folgenden Spielzeiten stieg der Wert innerhalb von vier Jahren um 46 Prozent auf 158 Millionen US-Dollar. Wegen des sportlichen Misserfolgs ging im Jahr darauf der Wert des Franchise um 21 Millionen US-Dollar zurück.
Mittlerweile hat sich der Wert zwischen 180 und 200 Millionen US-Dollar eingependelt. Mit einer Wertsteigerung von knapp 53 Prozent vom Ende der Spielzeit 1997/98 bis zum Jahr 2007 hat sich das Franchise der Sharks besser entwickelt als der Durchschnitt der Liga, der bei 30 Prozent liegt. Vor allem im Vergleich zu den restlichen Expansion Teams der frühen 1990er Jahre steht das Franchise aus Nordkalifornien stabiler und finanziell sicherer gebettet.

### Spielergehälter
Die Personalkosten für Spieler stiegen seit der ersten Saison der San Jose Sharks im Jahr 1991 deutlich an, obwohl in dieser Zeit die meiste Anzahl von Spielern pro Saison eingesetzt wurde. In die erste Spielzeit starteten sie mit Personalausgaben von 6,2 Millionen US-Dollar. Zur Saison 1994/95 hatten sich die Gesamtgehälter mit einem Betrag von 14,6 Millionen US-Dollar mehr als verdoppelt. Die Sharks folgten damit einem Trend der gesamten Liga, in der die Spielergehälter immer weiter stiegen, jedoch lagen die San Jose Sharks bis dahin in jeder Saison unter dem Durchschnitt der NHL.

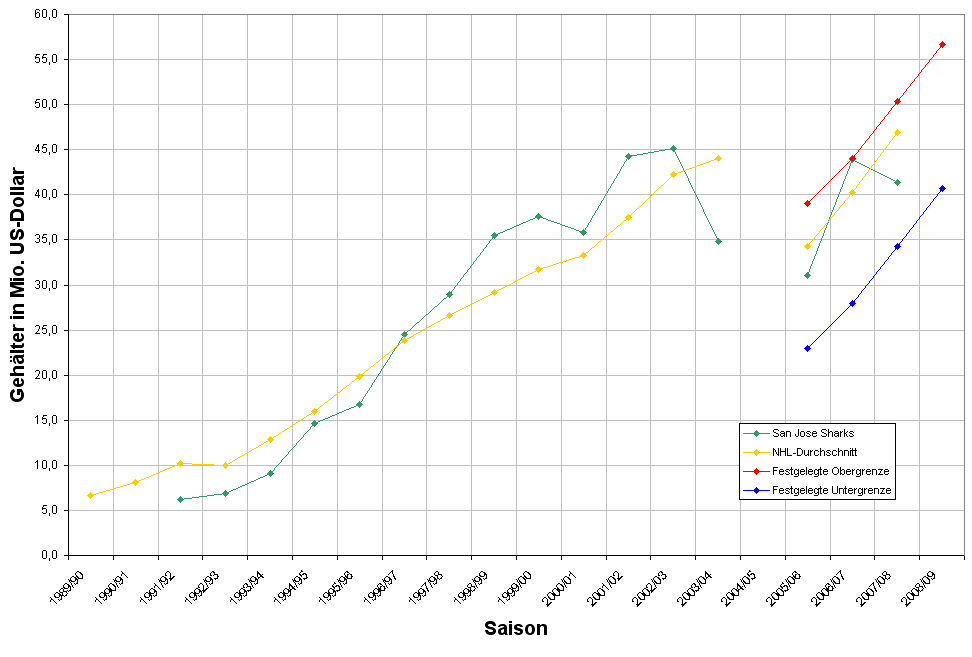
Die Entwicklung der Spielergehälter bei den San Jose Sharks (grün) seit 1991 und in der NHL (gelb) seit 1989, sowie die der 2005 eingeführten Gehaltsobergrenze (rot) und Gehaltsuntergrenze (blau)

Dies änderte sich erstmals 1996/97, als die Sharks mit 24,5 Millionen US-Dollar an Gehältern zu den zehn Teams mit den höchsten Personalkosten gehörten und über dem Durchschnitt lagen. Bis zur Saison 1999/2000 stiegen die Personalausgaben bis auf 35,5 Millionen US-Dollar, die durchschnittlichen Personalkosten der Liga lagen bei 31,7 Millionen US-Dollar, hielten sich im Jahr darauf konstant, und erreichten während der Saison 2002/03 einen Höchstwert von 45,1 Millionen US-Dollar. Damit gehörten sie zum Durchschnitt der Liga, denn die Ausgaben von Franchises wie den Dallas Stars, New York Rangers oder Detroit Red Wings lagen zwischen 60 und 70 Millionen US-Dollar. Das Budget der Sharks konnte nicht durch sportlichen Erfolg gerechtfertigt werden, da die schlechteste Saison seit Mitte der 1990er Jahre gespielt worden war.
Die Spielergehälter bei den Sharks sanken in der nächsten Saison um fast ein Viertel auf 34,8 Millionen US-Dollar und so reagierte das Management zum ersten Mal gegen den Trend der NHL mit immer weiter steigenden Personalkosten. Es war jedoch die NHL selbst, die diesem Trend entgegenwirkte und während der abgesagten Saison 2004/05 eine Gehaltsobergrenze pro Team, eine sogenannte Salary Cap, von 39 Millionen US-Dollar einführte, um die Liga ausgeglichener zu gestalten. Während des Spieljahres 2003/04 hatten die Detroit Red Wings mit 77,8 Millionen US-Dollar das höchste Budget, die Nashville Predators konnten mit 23,2 Millionen US-Dollar nicht mal ein Drittel davon in Spieler investieren und die Sharks gehörten zur unteren Hälfte der Liga, was die Personalkosten anging.
In der Saison 2005/06 verfügten die Sharks über eine Budget von 31 Millionen US-Dollar, das aber auch wegen der Anhebung der Salary Cap um fünf Millionen US-Dollar auf 43,9 Millionen US-Dollar stieg. Zum Jahresende 2010 bezahlten die Sharks rund 57 Millionen an Gehaltskosten und lagen somit knapp unter der Gehaltsgrenze.
Seit der Gründung der Sharks erlebten die Spielergehälter in der NHL einen regelrechten Boom und stiegen seit 1991 um fast 300 Prozent. Die Gehälter bei den San Jose Sharks stiegen seitdem sogar um über 600 Prozent, jedoch muss beachtet werden, dass sie in ihrer Premierensaison mit 6,2 Millionen US-Dollar das kleinste zur Verfügung stehende Budget aller Mannschaften hatten.

## Diverses

### Logos
Die San Jose Sharks starteten 1991 mit einem Logo-Design eines Hais mit einem durchgebissenen Eishockeyschläger in dessen Maul. Dazu präsentierten sie, zumeist auf den Schultern der Spielertrikots angebracht, ein Alternativlogo, das eine aus dem Wasser ragende Haiflosse zeigte. Diese Logos verwendete das Franchise bis Ende der Saison 2006/07, wobei das Alternativlogo nur wenig Beachtung fand. Vielmehr Aufmerksamkeit erlangte das Hauptlogo, welches stets auf der Brust der Trikots zu sehen war.
Mit dem Wandel der NHL, im Zuge des Lockouts in der Saison 2004/05, kam es zum Beginn der Spielzeit 2007/08 zu einer Aktualisierung der beiden Logos. Die Grundprinzipien der beiden Logos – der schlägerdurchbeißende Hai und die aus dem Wasser ragende Flosse – wurden nach 16 Jahren ohne Änderung zwar beibehalten, aber komplett überarbeitet und modernisiert.
Die Worcester Sharks, das ehemalige AHL-Farmteam San Joses, trug seit der Saison 2006/07 das damals noch aktuelle Logo mit dem Zusatz Worcester Sharks auf der Trikotbrust.

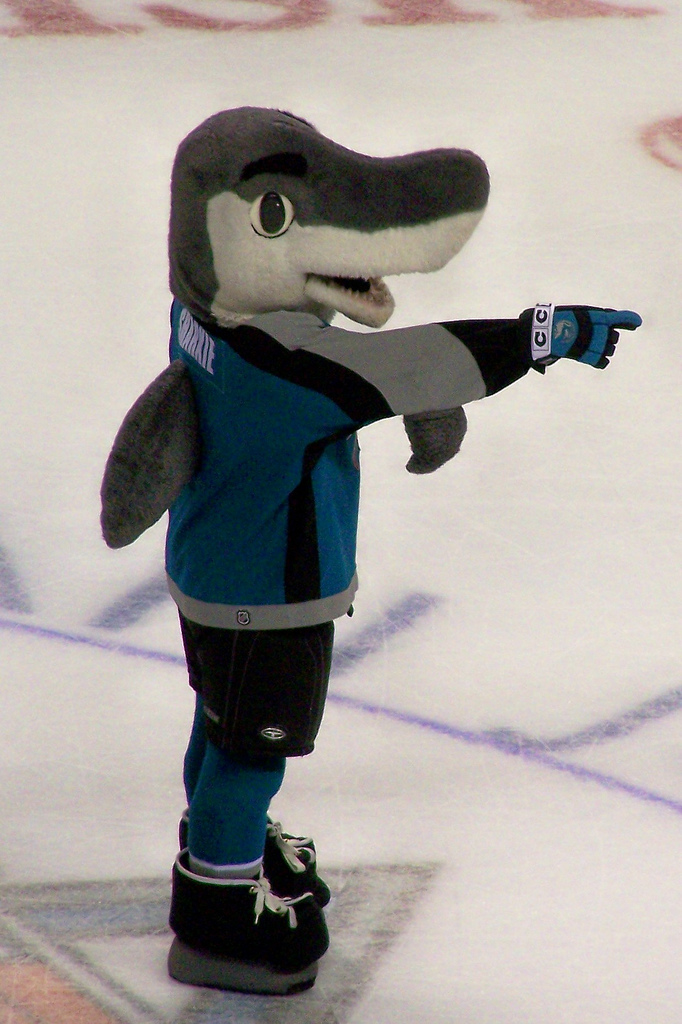
S.J. Sharkie, das Maskottchen der Sharks

### Maskottchen
S.J. Sharkie, ein anthropomorpher Hai, ist seit Januar 1992 das Maskottchen des Teams. Es war eines der ersten Maskottchen mit einer eigenen Merchandising-Linie und einer eigenen offiziellen Website.
Während der Heimspiele der Sharks beeindruckt das Maskottchen vor allem durch seine Stunts und fährt mit einem Quad auf dem Eis. Über seine Auftritte während der NHL-Spiele der Sharks hinaus, kann S.J. Sharkie zu Geburtstagsfeiern, Krankenhausbesuchen und ähnlichem gebucht werden, wodurch über 450 Auftritte pro Jahr zustande kommen.

### Medienpräsenz
Der Fernsehpartner der San Jose Sharks ist der Spartensender Comcast Sports Net, der fast alle Spiele der regulären Saison durch den Sender Comcast SportsNet Bay Area, der den regionalen nordkalifornischen Fernsehmarkt abdeckt, überträgt. An der Seite des erfahrenen Sportkommentatoren Randy Hahn analysiert seit der Saison 2007/08 wieder der ehemalige Assistenztrainer der Sharks Drew Remenda, der bereits von 1999 bis 2006 an Hahns Seite kommentierte, die Spiele. Scott Reitz führt die Zuschauer durch die Drittelpausen und ist für Interviews mit Spielern und Offiziellen während der Spiele zuständig, ebenso wie Kate Longworth nach den Partien. Neben der Übertragung der Spiele produziert Comcast SportsNet Bay Area auch die Sendung „Shark Byte“, die Hintergrundberichte zum Team und den Spielern als Inhalt hat. Sie wird von Remenda moderiert. Über viele Jahre hinweg arbeitete John Shrader ebenfalls im Übertragungsteam und füllte die Positionen von Reitz und Longworth aus. Die Fernsehsender Versus und NBC halten die Übertragungsrechte für den gesamten US-amerikanischen Markt. Allerdings übertragen die beiden Sender nur einige ausgewählte Spiele der San Jose Sharks während der Saison, diese allerdings hauptsächlich exklusiv.
Während der Playoffs überträgt Comcast SportsNet Bay Area die Playoff-Partien der ersten beiden Runden, sofern diese nicht von NBC gesendet werden. Die restlichen Spiele der Playoffs bis einschließlich der Finalserie um den Stanley Cup werden von NBC und Versus in den Vereinigten Staaten gezeigt.
In Kanada ist CBC der Hauptsender für die Spiele der regulären Saison und der Playoffs. TSN hält ebenfalls Übertragungsrechte an NHL-Spielen, darf aber nur die Partien zeigen, die CBC nicht sendet. Allerdings konzentrieren sich beide Sender hauptsächlich auf Spiele mit kanadischer Beteiligung, sodass nur wenige Spiele der San Jose Sharks in Kanada zu sehen sind.
Außerhalb des lokalen Fernsehmarktes der San Jose Sharks können alle Spiele des Teams über das kostenpflichtige NHL Center Ice-Paket empfangen werden.
In Europa hält NASN die Rechte an den Spielen der NHL. Im Laufe der Saison werden einige Spiele der San Jose Sharks gesendet, wobei NASN auf die Übertragungen der zuständigen Sender aus den USA zurückgreift.
Zudem sind die Spiele der Sharks über den Radiosender KFOX zu empfangen. Hierbei kommentiert Dan Rusanowsky seit der Auftaktsaison 1991/92 die Spiele des Franchise. Ihm stehen die Ex-Profispieler Jamie Baker und David Maley als Experten zur Seite. Durch die offiziellen Internetauftritte der National Hockey League und der San Jose Sharks sind außerdem Radioübertragungen der Spiele weltweit zu empfangen.
Über das Internet senden Yahoo! und Comcast, der Mutterkonzern des Fernsehsenders Versus, ausgewählte Spiele der NHL live, unter anderem auch einige der San Jose Sharks. Der Service ist kostenlos, allerdings ist der Zugang auf Internetnutzer mit Sitz in den USA beschränkt. Nutzer innerhalb des Fernsehmarktes der Sharks können den Service von Comcast für Spiele der San Jose Sharks nicht nutzen. Über das kostenpflichtige Angebot NHL Center Ice Online können zudem alle Spiele des Teams außerhalb des lokalen Fernsehmarktes über das Internet empfangen werden.

### Rivalitäten
Trotz ihrer jungen Geschichte pflegen die Sharks eine Reihe von Rivalitäten. Die Los Angeles Kings und die Anaheim Ducks sind die „natürlichen“ Rivalen der Sharks, da sie ebenfalls in Kalifornien beheimatet sind. Aufgrund des zwischenzeitlichen Spielplanmodus, der zu Beginn der Saison 2005/06 im Anschluss an das Collective Bargaining Agreement eingeführt wurde und bis zum Ende der Spielzeit 2007/08 beibehalten wurde, spielten die Sharks je acht Spiele gegen diese Teams in der regulären Saison, weil sie alle Mitglied derselben Division sind.
Seit dem Ende der neunziger Jahre hat sich außerdem eine Rivalität zu den Dallas Stars entwickelt, die damals in die Pacific Division zu den Sharks umgruppiert wurden. Dallas gehörte damals zu den besten Teams der Liga, außerdem spielte mit Ed Belfour einer der besten Torhüter der damaligen Zeit für Dallas, der die Sharks im Jahr 1997 nach nur wenigen Monaten verlassen hatte. Die Sharks konnten nach einigen Jahren mit den Stars im sportlichen Bereich auf Augenhöhe treten und so Bestand die Rivalität in erster Linie durch den Kampf um den Titel der Pacific Division. Zwischen 1998 und 2006 haben beide Teams diesen Titel immer unter sich ausgemacht, ehe den Anaheim Ducks der erstmalige Gewinn gelang. Zudem haben beide Teams ihre Wurzeln im Franchise der Minnesota North Stars.
Eine weitere Rivalität besteht seit 2000 zu den St. Louis Blues. Die Blues standen bereits in ihren ersten drei NHL-Spielzeiten von 1967 bis 1970 im Finale um den Stanley Cup, konnten ihn jedoch nicht gewinnen. In den folgenden 30 Jahren konnten sie nicht mehr an diese Erfolge anknüpfen, doch in der Saison 1999/2000 absolvierten sie die beste Saison seit ihrem Bestehen und schlossen sie mit einem großen Vorsprung auf dem ersten Platz der gesamten NHL ab. Mit Spielern wie Chris Pronger, Pierre Turgeon und Pavol Demitra sollte der erste Stanley-Cup-Sieg gewonnen werden. Die San Jose Sharks belegten in der Western Conference den achten Platz, hatten somit die Playoffs gerade noch erreicht und waren in der ersten Runde der Gegner der St. Louis Blues. Die Blues gewannen die erste Partie. Die Sharks setzten vor allem auf ihr physisch hartes Spiel, womit sie in den folgenden Spielen die Oberhand über die technisch versierteren Spieler der Blues gewannen. San Jose gewann drei Spiele in Folge, St. Louis reagierte und glich die Serie zum 3–3 aus, sodass es zum entscheidenden siebten Spiel kam. Den San Jose Sharks gelang ein Sieg und sie zogen in die nächste Runde ein. Während die Sharks sich in den folgenden Jahren weiter in Richtung Ligaspitze orientierten, ging es für die St. Louis Blues bergab. Ein Jahr später gelang den Blues in sechs Spielen die Revanche für die Vorjahresniederlage, 2004 unterlagen sie den Sharks in fünf Spielen.
Neben diesen Rivalitäten gibt es noch kleinere zu weiteren Teams.

### Traditionen und Fanbasis

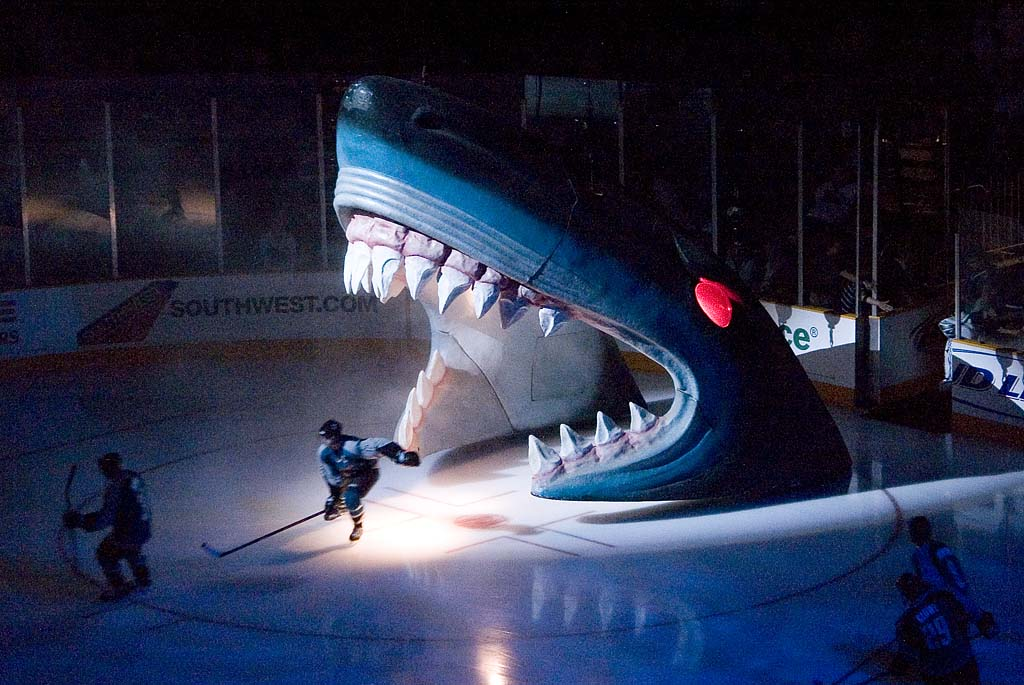
Einlauf der Spieler durch das Haimaul

Seit dem Umzug ins SAP Center im Sommer 1993 haben sich die San Jose Sharks vor Spielbeginn dasselbe Einlaufritual bewahrt. Dabei laufen die aus den Umkleideräumen kommenden Spieler durch ein künstliches und mehr als fünf Meter hohes geöffnetes Haimaul, das von der Hallendecke herabgelassen wird. Am Boden angekommen tritt aus diesem künstlicher Nebel hervor und die Augen des Hais leuchten Rot auf. Nachdem auf dem Anzeigewürfel das Live-Bild der Spieler im Kabinentunnel gezeigt wird, kommt das Team – angeführt von ihrem Torwart – durch das Maul aufs Eis.
Im Gegensatz zu vielen anderen Franchises, die im Verlauf der 1990er Jahre in den südlichen Regionen der Vereinigten Staaten angesiedelt wurden, besaßen die Sharks von Beginn an einen großen Zuspruch seitens des gesellschaftlichen Umfeldes. Dies spiegelt sich auch im fast ausnahmslosen Ausverkauf der Heimspiele wider. Neben dem großen Fanzuspruch in der San Francisco Bay Area unterstützen auch im Silicon Valley ansässige Firmen, darunter Seagate Technology, Applied Materials, Logitech und Sun Microsystems, das Team als langjährige Sponsoren.

### Trikotdesign und Ausrüstung
Wie alle anderen 29 Mannschaften der NHL nutzen die San Jose Sharks seit Beginn der Saison 2007/08, die einen Ausrüsterwechsel mit sich brachte, zwei verschiedene Trikot-Grunddesigns. Bei Heimspielen tragen die Sharks, wie es nach den Regeln der NHL vorgeschrieben ist, ein Trikot mit einer dunklen Grundfarbe. Im Falle der Sharks ist diese das typische Dunkelpazifiktürkis (englisch dark pacific teal). Zudem sind die Schultern schwarz abgesetzt und ein Teil der Arme sowie der untere Teil des Trikots sind mit horizontalen Streifen in Schwarz, Weiß und Orange versehen. Die Brustpartie ist durch das Teamlogo geprägt.
Zu Auswärtsspielen müssen die Sharks ein Trikot mit einer hellen Grundfarbe tragen. Im Design des Heimtrikots ist das Trikot in Weiß gehalten. Die abgesetzten Schultern sind in Dunkelpazifiktürkis gehalten, während die Ärmel horizontale schwarze, orange und dunkelpazifiktürkise Streifen aufweisen. Bis Ende der Saison 2002/03 war von der NHL vorgeschrieben, dass die Heimtrikots eine helle Grundfarbe und die Auswärtstrikot eine dunkle Grundfarbe haben müssen.
Von Beginn der Saison 2001/02 bis zum Ende der Saison 2006/07 gab es bei den Sharks ein sogenanntes Ausweichtrikot, das mit der Ausnahme eines dunkelpazifiktürkisen und eines weißen Streifens an beiden Ärmeln, komplett in Schwarz gehalten war. Offiziell waren die Ausweichtrikots seit 1996 im Programm der Liga. Im Laufe der Saison durften die Teams, die ein drittes Trikot unterhielten, zwischen zehn und 15 Spiele damit bestreiten. Die Sharks nutzten dieses Design zumeist bei Heimspielen, die an Donnerstagen stattfanden und stellten diese Spiele unter das Motto „Black Thursday“ (deutsch Schwarzer Donnerstag). Das dritte Trikot bot den Teams die Möglichkeit mit anderen Trikotdesigns zu experimentieren, sowie das Merchandising weiter anzukurbeln und wurde bis zum Ende der Saison 2006/07 genutzt, da ab der Saison 2007/08 neue, vom Sportartikelhersteller Reebok hergestellte und entworfene Trikots eingeführt wurden und das Programm von der NHL zunächst eingestellt wurde. Mit Beginn der Spielzeit 2008/09 nahm die Liga das Programm wieder auf, an dem San Jose – wie etwa zwei Drittel aller Teams – auch teilnahm. In Kooperation mit dem langjährigen Sponsor Seagate Technology stellten die Sharks im November 2009 ihr neues drittes Trikot mit dem Namen „BlackArmor“ – benannt nach einem Produkt des Sponsors – vor. Geprägt durch eine schwarze Grundfarbe sind an den Ärmeln erneut kleine Teile durch zwei schmale weiße und einen stärkeren türkisen Streifen abgesetzt. Ein Novum sind jedoch der erstmals zu schnürende Kragen sowie der erstmalige Einsatz eines sekundären Logos auf der Trikotfront. Hauptsächlich werden die Trikots bei Heimspielen an Donnerstagen getragen, den sogenannten „BlackArmor Nights“.
Die Sharks trugen von ihrer Premierensaison 1991/92 an bis 1998 ein anderes Trikotdesign. Bei Heimspielen war das Trikot weiß und bei Auswärtsspielen in einem helleren als dem jetzigen türkis gehalten. Zudem war das Design, das nur einige Querstreifen an Armen und dem unteren Teil des Trikots aufwies, weniger aufwendig. Ein ähnlich schlichtes Aussehen haben die aktuellen Trikots. Zur Saison 1998/99 wurde das Design erstmals überarbeitet. Die neuen Trikots waren moderner und ansprechender gestaltet. So war das Heimtrikot, das bereits während der Saison 1997/98 als drittes Trikot diente, in einem dunkelpazifiktürkisen Grundton gehalten. Zudem waren die Seiten und die Ärmel mit Schwarz und Grau abgesetzt. Auswärts trat San Jose in einem Trikot mit weißer Grundfarbe an. Die Seiten waren, konträr zum Heimtrikot, in derselben Farbe gehalten, während die Ärmel die weiteren drei Teamfarben Schwarz, Grau und Dunkelpazifiktürkis aufwiesen.
Die Hosen der Spieler sind traditionell schwarz, sowohl bei Heim- als auch Auswärtsspielen. Die Stutzen sind in der Grundfarbe des jeweilig getragenen Trikots gehalten.

### Kooperation mit der Volksrepublik China
Während der Saison 2007/08 engagierten sich die San Jose Sharks als erstes NHL-Team im asiatischen Eishockeysport. Das Franchise schickte im September 2007 fünf Spieler, die allesamt aus dem Minor-League-Bereich oder vom College stammten, und drei Trainer in die Volksrepublik China, die mit den China Sharks in der Asia League Ice Hockey antraten. Der Sinn des Engagements war die Steigerung der Popularität und die Förderung der Sportart in der bevölkerungsreichsten Region der Erde. Der Vertrag zwischen San Jose und dem Team aus Peking wurde durch die Zusammenarbeit mit dem Chinesischen Eishockeyverband ermöglicht.
Vor Beginn der Saison 2008/09 verstärkten die Sharks ihr Engagement in der Volksrepublik China noch einmal. Sie verlegten den Sitz des Teams von Peking nach Shanghai und verpflichteten mit Wade Flaherty und Steve McKenna zwei Spieler mit großer NHL-Erfahrung. Zudem kam im Saisonverlauf der ein Comeback startende Claude Lemieux vor seinem Engagement in Nordamerika zu einigen Einsätzen bei den China Sharks. Im Sommer 2009 beendeten die Kalifornier nach zwei Jahren die Kooperation und verkauften auch die erworbenen Rechte am Team.
Als Logo verwendeten die China Sharks das alte Logo der Cleveland Barons, einem früheren Farmteam San Joses.

## Erfolge und Ehrungen

### Sportliche Erfolge
Die San Jose Sharks gewannen in ihrer Franchise-Geschichte bisher sechsmal den Titel der Pacific Division, der sie seit der Aufnahme in die Liga angehören, am Ende der regulären Saison. Nach dem erstmaligen Gewinn in der Saison 2001/02 wiederholten sie den Titelgewinn in den Spieljahren 2003/04, 2007/08, 2008/09, 2009/10 und 2010/11. Zudem sicherten sie sich in der Spielzeit 2008/09 erstmals die Presidents’ Trophy, mit dem die punktbeste Mannschaft der regulären Saison ausgezeichnet wird. Die Sharks erreichten mit 117 Punkten aus 82 Spielen den sechstbesten Wert aller Zeiten.
| Presidents’ Trophies      |                                                      |
| Saison                    |                                                      |
| 2008/09                   |                                                      |
| Conference Championships  | Saison                                               |
| Clarence S. Campbell Bowl | 2015/16                                              |
| Division Championships    | Saison                                               |
| Pacific Division          | 2001/02, 2003/04, 2007/08, 2008/09, 2009/10, 2010/11 |

Den größten Erfolg in den Play-offs feierten die Sharks im Verlauf der Spielzeiten 2003/04 und 2009/10, als das Team jeweils bis ins Finale der Western Conference vordrang. Nach Siegen über die St. Louis Blues und Colorado Avalanche scheiterten sie in der Vorschlussrunde der Playoffs 2004 in sechs Spielen an den Calgary Flames und verpassten die erstmalige Stanley-Cup-Finalteilnahme sowie den Gewinn der Clarence S. Campbell Bowl. Sechs Jahre später wiederholten sie diesen Erfolg und verloren das Conference-Finale mit 0:4 gegen die Chicago Blackhawks. Bereits in den Jahren zuvor hatte San Jose mehrmals für Aufsehen in den Playoffs gesorgt. Bei der erstmaligen Qualifikation in der Saison 1993/94 schafften es das Team in der ersten Runde das beste Team der Western Conference, die Detroit Red Wings, in sieben Spielen zu bezwingen. Ähnliches gelang im Spieljahr 1999/00 als der amtierende Presidents’-Trophy-Gewinner aus St. Louis ebenfalls nach der Maximalanzahl von sieben Partien an den San Jose Sharks scheiterte.

### NHL Awards und All-Star-Team-Nominierungen
Seit der Gründung des Franchises gelang es fünf Spielern der San Jose Sharks einen der individuellen NHL Awards zu gewinnen. Zudem schafften es sieben Spieler in eines der All-Star-Teams sowie sechs weitere ins All-Rookie-Team.
| Auszeichnung                    | Name                      | Saison           |
| Art Ross Trophy                 | Joe Thornton*             | 2005/06          |
| Bill Masterton Memorial Trophy  | Tony Granato              | 1996/97          |
| Calder Memorial Trophy          | Jewgeni Nabokow           | 2000/01          |
| Hart Memorial Trophy            | Joe Thornton*             | 2005/06          |
| James Norris Memorial Trophy    | Brent Burns Erik Karlsson | 2016/17 2022/23  |
| Maurice ‚Rocket‘ Richard Trophy | Jonathan Cheechoo         | 2005/06          |
| All-Rookie Team                 | Jeff Friesen              | 1994/95          |
| All-Rookie Team                 | Brad Stuart               | 1999/00          |
| All-Rookie Team                 | Jewgeni Nabokow           | 2000/01          |
| All-Rookie Team                 | Matt Carle                | 2006/07          |
| All-Rookie Team                 | Marc-Édouard Vlasic       | 2006/07          |
| All-Rookie Team                 | Logan Couture             | 2010/11          |
| All-Rookie Team                 | Macklin Celebrini         | 2024/25          |
| First All-Star Team             | Joe Thornton*             | 2005/06          |
| First All-Star Team             | Jewgeni Nabokow           | 2007/08          |
| First All-Star Team             | Brent Burns               | 2016/17          |
| First All-Star Team             | Erik Karlsson             | 2022/23          |
| Second All-Star Team            | Joe Thornton              | 2007/08, 2015/16 |
| Second All-Star Team            | Brian Campbell**          | 2007/08          |
| Second All-Star Team            | Dan Boyle                 | 2008/09          |
| Second All-Star Team            | Joe Pavelski              | 2013/14          |
| Second All-Star Team            | Brent Burns               | 2015/16          |

* während der Saison 2005/06 von den Boston Bruins verpflichtet

** während der Saison 2007/08 von den Buffalo Sabres verpflichtet
Als erstem Spieler gelang es Tony Granato im Anschluss an die Saison 1996/97 die Bill Masterton Memorial Trophy, die den Spieler auszeichnet, der Ausdauer, Hingabe und Fairness im und für das Eishockey vereint, zu gewinnen. Der Grund für die Wahl Granatos lag darin, dass er im Januar 1995 nach einer Kollision mit einem Gegenspieler eine schwere Kopfverletzung erlitten hatte, bei der sich ein Blutgerinnsel in seiner linken Hirnhälfte gebildet hatte. Obwohl die behandelnden Ärzte sein Karriereende prognostiziert hatten, unterzeichnete er im Sommer 1996 einen neuen NHL-Vertrag und entwickelte sich zu einem der Führungsspieler in San Jose. Als nächster schaffte es Jewgeni Nabokow nach der Spielzeit 2000/01 mit der Calder Memorial Trophy als bester Rookie ausgezeichnet zu werden. Er hatte die Sharks in dieser Saison zur bis dahin mit Abstand besten in der Geschichte des Klubs geführt. Zu einem „Trophäenregen“ kam es nach der Saison 2005/06. Joe Thornton, der während der Saison von den Boston Bruins verpflichtet worden war, gewann als bester Scorer der Liga die Art Ross Trophy und wurde zudem mit der Hart Memorial Trophy als wertvollster Spieler der Liga ausgezeichnet. Sein Sturmpartner Jonathan Cheechoo erhielt aufgrund seiner 56 erzielten Saisontore die Maurice ‚Rocket‘ Richard Trophy als bester Torschütze der Liga.
Thornton schaffte es in der Saison 2005/06 auch in das NHL First All-Star Team gewählt zu werden, was bisher noch keinem Spieler San Joses gelungen war. Zwei Jahre später erhielten gleich drei Spieler eine Nominierung in eines der Teams. Thornton wurde ins NHL Second All-Star Team berufen, genauso wie der während der Spielzeit verpflichtete Verteidiger Brian Campbell. Jewgeni Nabokow erhielt eine Nominierung als Torhüter des First All-Star Teams. Im Jahr darauf wurde Dan Boyle ins Second All-Star Team gewählt. Joe Pavelski im Anschluss an die Saison 2013/14 sowie abermals Thornton und Verteidiger Brent Burns in der Spielzeit 2015/16. Die Wahl ins NHL All-Rookie Team erreichten bisher sechs Spieler der Sharks. Neben Jeff Friesen in der Saison 1994/95, Brad Stuart 1999/00 und Jewgeni Nabokow 2000/01 gelang dies auch Matt Carle und Marc-Édouard Vlasic 2006/07, wodurch sich die Defensive des All-Rookie-Teams komplett aus Spielern der Sharks zusammensetzte. Eine weitere Nominierung erhielt Logan Couture in der Saison 2010/11.

### NHL All-Star-Game-Nominierungen
| Jahr | Name                |
| 1992 | Doug Wilson         |
| 1993 | Pat Falloon*        |
| 1993 | Kelly Kisio         |
| 1994 | Artūrs Irbe         |
| 1994 | Sandis Ozoliņš      |
| 1996 | Owen Nolan          |
| 1997 | Tony Granato        |
| 1997 | Owen Nolan          |
| 1999 | Marco Sturm         |
| 2000 | Owen Nolan          |
| 2001 | Vincent Damphousse* |
| 2001 | Jewgeni Nabokow     |
| 2001 | Marcus Ragnarsson   |
| 2002 | Vincent Damphousse  |
| 2002 | Owen Nolan          |
| 2002 | Teemu Selänne       |
| 2003 | Teemu Selänne       |

| Jahr | Name                |
| 2004 | Patrick Marleau     |
| 2004 | Jonathan Cheechoo** |
| 2004 | Christian Ehrhoff** |
| 2007 | Jonathan Cheechoo   |
| 2007 | Patrick Marleau     |
| 2007 | Joe Thornton        |
| 2007 | Matt Carle**        |
| 2008 | Jewgeni Nabokow     |
| 2008 | Joe Thornton        |
| 2008 | Ron Wilson***       |
| 2009 | Dan Boyle           |
| 2009 | Patrick Marleau     |
| 2009 | Joe Thornton        |
| 2009 | Devin Setoguchi**   |
| 2009 | Todd McLellan****   |
| 2011 | Dan Boyle           |
| 2011 | Logan Couture*****  |

| Jahr | Name              |
| 2012 | Logan Couture     |
| 2012 | Todd McLellan**** |
| 2015 | Brent Burns       |
| 2016 | Brent Burns       |
| 2016 | Joe Pavelski      |
| 2017 | Brent Burns       |
| 2017 | Martin Jones      |
| 2017 | Joe Pavelski      |
| 2017 | Peter DeBoer****  |
| 2018 | Brent Burns       |
| 2019 | Brent Burns       |
| 2019 | Erik Karlsson     |
| 2019 | Joe Pavelski      |
| 2020 | Logan Couture*    |
| 2020 | Tomáš Hertl       |
| 2022 | Timo Meier        |
| 2023 | Erik Karlsson     |
| 2024 | Tomáš Hertl       |

Insgesamt wurden bisher 39 Spieler der San Jose Sharks von den Fans aufgrund ihrer Beliebtheit ins All-Star Game gewählt oder aufgrund ihrer Leistungen von den Trainern nominiert.
In der ersten Spielzeit des Franchise wurde der damalige Mannschaftskapitän Doug Wilson für das NHL All-Star Game 1992 nominiert. Die gleiche Ehre wurde ein Jahr später Kelly Kisio zuteil, nachdem der eigentlich nominierte Pat Falloon seine Teilnahme wegen einer Verletzung absagen musste. Der Grund der Nominierungen, obwohl Wilson zu dieser Zeit ein etablierter und erfahrener NHL-Spieler war, lag aber weniger in den starken Auftritten der beiden, sondern stand im Zusammenhang mit der Tatsache, dass jedes Team mindestens einen Spieler zum Spiel schicken sollte. Zum NHL All-Star Game 1994 wurden die beiden Letten Artūrs Irbe und Sandis Ozoliņš in die Startformation der Western Conference berufen. Auch an den folgenden beiden Austragungen nahmen mit Owen Nolan in den Jahren 1996 und 1997 und Tony Granato – auf Wunsch des Commissioners Gary Bettman – 1997 weitere Spieler der Sharks am Spiel der besten und beliebtesten Akteure teil.
Infolge einer Umstellung des Austragungsformates von „Ost gegen West“ auf „Nordamerika gegen den Rest der Welt“ stand der Deutsche Marco Sturm beim NHL All-Star Game 1999 auf Seiten der Weltauswahl den Nordamerikanern gegenüber, nachdem 1998 erstmals kein Spieler San Joses berufen worden war. Nach der dritten Nominierung Owen Nolans im Jahr 2000 wurden zur Austragung 2001 mit Vincent Damphousse, der jedoch wegen einer Verletzung für das Spiel selbst ausfiel, Jewgeni Nabokow und Marcus Ragnarsson drei Spieler nominiert. Ein Jahr später nahmen mit Vincent Damphousse, Owen Nolan und Teemu Selänne erstmals auch drei Spieler an der Begegnung teil, die allesamt in die Startaufstellung des jeweilig zugehörigen Teams – Damphousse und Nolan bei den Nordamerikanern sowie Selänne bei der Welt-Auswahl – gewählt wurden. Selänne erhielt ein Jahr später eine weitere Nominierung, als das Spiel wieder im alten Format „Ost gegen West“ ausgetragen wurde, ebenso nahm Patrick Marleau 2004 daran teil.
Nach einem zweijährigen Ausfall des All-Star-Games wegen des Lockouts im Jahr 2005 und den Olympischen Winterspielen 2006 in Turin spielten nach 2002 im Jahr 2007 mit Jonathan Cheechoo, Patrick Marleau und Joe Thornton erneut drei Spieler mit. Cheechoo und Thornton wurden von den Fans in die Startformation gewählt. Am All-Star Game 2008 nahmen mit Jewgeni Nabokow und abermals Joe Thornton zwei Spieler aus San Jose teil sowie Ron Wilson als Assistenztrainer der Western Conference. Dieses Ergebnis wurde beim 57. All-Star-Game im Jahr 2009 überboten, als erneut Joe Thornton sowie Dan Boyle eine Einladung erhielten. Nach Verletzungsmeldungen im Vorfeld des Spiels wurde mit Kapitän Patrick Marleau ein weiterer Akteur nominiert. Zudem kam Trainer Todd McLellan hinzu, der die All-Stars der Western Conference als Cheftrainer betreute.
Im Jahr 2011 fand nach einjähriger Pause wieder ein Spiel statt. Die NHL änderte das Format weitgehend. So wurden die Spieler zwar teilweise erneut von den Fans bestimmt, allerdings wurde ein sogenannter Fantasy Draft abgehalten, um die Teamzugehörigkeit der Spieler festzulegen. Als einziger Sharks-Spieler nahm Dan Boyle an diesem Spiel teil. Im Folgejahr war Logan Couture der einzige Vertreter auf Seiten der Spieler. Unterstützt wurde er aber von Coach McLellan, der zum zweiten Mal nach 2009 Cheftrainer eines All-Star-Teams war.
Am 2002 bis 2009 durchgeführten YoungStars Game, das im Rahmenprogramm des eigentlichen All-Star-Games zwischen den besten Liganeulingen ausgetragen wurde, nahmen vier Sharks-Spieler teil, die von der Ligaleitung nominiert wurden. Diese waren Jonathan Cheechoo und Christian Ehrhoff im Jahr 2004 und Matt Carle 2007. Mit der Formatänderung „Rookies gegen Sophomores“ zum Jahr 2009 erhielt Devin Setoguchi als Spieler für das Team der Sophomores eine Nominierung. Im Jahr 2011 führten die Rookies lediglich eine Skills-Competition durch, an der Logan Couture teilnahm.

### Saisonstatistik
Abkürzungen: GP = Spiele, W = Siege, L = Niederlagen, T = Unentschieden, OTL = Niederlagen nach Overtime bzw. Shootout, Pts = Punkte, GF = Erzielte Tore, GA = Gegentore
| Saison   | GP   | W    | L    | T   | OTL | Pts  | GF   | GA   | Platz       | Playoffs |
| 1991/92  | 80   | 17   | 58   | 5   | —   | 39   | 219  | 359  | 6., Smythe  | nicht qualifiziert |
| 1992/93  | 84   | 11   | 71   | 2   | —   | 24   | 218  | 414  | 6., Smythe  | nicht qualifiziert |
| 1993/94  | 84   | 33   | 35   | 16  | —   | 82   | 252  | 265  | 3., Pacific | Sieg im Conference-Viertelfinale, 4:3 (Detroit) Niederlage im Conference-Halbfinale, 3:4 (Toronto)                                                                                               |
| 1994/951 | 48   | 19   | 25   | 4   | —   | 42   | 129  | 161  | 3., Pacific | Sieg im Conference-Viertelfinale, 4:3 (Calgary) Niederlage im Conference-Halbfinale, 0:4 (Detroit)                                                                                               |
| 1995/96  | 82   | 20   | 55   | 7   | —   | 47   | 252  | 357  | 7., Pacific | nicht qualifiziert |
| 1996/97  | 82   | 27   | 47   | 8   | —   | 62   | 211  | 278  | 7., Pacific | nicht qualifiziert |
| 1997/98  | 82   | 34   | 38   | 10  | —   | 78   | 210  | 216  | 4., Pacific | Niederlage im Conference-Viertelfinale, 2:4 (Dallas) |
| 1998/99  | 82   | 31   | 33   | 18  | —   | 80   | 196  | 191  | 4., Pacific | Niederlage im Conference-Viertelfinale, 2:4 (Colorado) |
| 1999/00  | 82   | 35   | 30   | 10  | 7   | 87   | 225  | 214  | 4., Pacific | Sieg im Conference-Viertelfinale, 4:3 (St. Louis) Niederlage im Conference-Halbfinale, 1:4 (Dallas)                                                                                              |
| 2000/01  | 82   | 40   | 27   | 12  | 3   | 95   | 217  | 192  | 2., Pacific | Niederlage im Conference-Viertelfinale, 2:4 (St. Louis) |
| 2001/02  | 82   | 44   | 27   | 8   | 3   | 99   | 248  | 199  | 1., Pacific | Sieg im Conference-Viertelfinale, 4:1 (Phoenix) Niederlage im Conference-Halbfinale, 3:4 (Colorado)                                                                                              |
| 2002/03  | 82   | 28   | 37   | 9   | 8   | 73   | 214  | 239  | 5., Pacific | nicht qualifiziert |
| 2003/04  | 82   | 43   | 21   | 12  | 6   | 104  | 219  | 183  | 1., Pacific | Sieg im Conference-Viertelfinale, 4:1 (St. Louis) Sieg im Conference-Halbfinale, 4:2 (Colorado) Niederlage im Conference-Finale, 2:4 (Calgary)                                                   |
| 2004/052 | —    | —    | —    | —   | —   | —    | —    | —    | —           | — |
| 2005/06  | 82   | 44   | 27   | —   | 11  | 99   | 266  | 242  | 2., Pacific | Sieg im Conference-Viertelfinale, 4:1 (Nashville) Niederlage im Conference-Halbfinale, 2:4 (Edmonton)                                                                                            |
| 2006/07  | 82   | 51   | 26   | —   | 5   | 107  | 258  | 199  | 2., Pacific | Sieg im Conference-Viertelfinale, 4:1 (Nashville) Niederlage im Conference-Halbfinale, 2:4 (Detroit)                                                                                             |
| 2007/08  | 82   | 49   | 23   | —   | 10  | 108  | 222  | 193  | 1., Pacific | Sieg im Conference-Viertelfinale, 4:3 (Calgary) Niederlage im Conference-Halbfinale, 2:4 (Dallas)                                                                                                |
| 2008/09  | 82   | 53   | 18   | —   | 11  | 117  | 254  | 204  | 1., Pacific | Niederlage im Conference-Viertelfinale, 2:4 (Anaheim) |
| 2009/10  | 82   | 51   | 20   | —   | 11  | 113  | 264  | 215  | 1., Pacific | Sieg im Conference-Viertelfinale, 4:2 (Colorado) Sieg im Conference-Halbfinale, 4:1 (Detroit) Niederlage im Conference-Finale, 0:4 (Chicago)                                                     |
| 2010/11  | 82   | 48   | 25   | —   | 9   | 105  | 248  | 213  | 1., Pacific | Sieg im Conference-Viertelfinale, 4:2 (Los Angeles) Sieg im Conference-Halbfinale, 4:3 (Detroit) Niederlage im Conference-Finale, 1:4 (Vancouver)                                                |
| 2011/12  | 82   | 43   | 29   | —   | 10  | 96   | 228  | 210  | 2., Pacific | Niederlage im Conference-Viertelfinale, 1:4 (St. Louis) |
| 2012/133 | 48   | 25   | 16   | —   | 7   | 57   | 124  | 116  | 3., Pacific | Sieg im Conference-Viertelfinale, 4:0 (Vancouver) Niederlage im Conference-Halbfinale, 3:4 (Los Angeles)                                                                                         |
| 2013/14  | 82   | 51   | 22   | —   | 9   | 111  | 249  | 200  | 2., Pacific | Niederlage im Conference-Viertelfinale, 3:4 (Los Angeles) |
| 2014/15  | 82   | 40   | 33   | —   | 9   | 89   | 228  | 232  | 5., Pacific | nicht qualifiziert |
| 2015/16  | 82   | 46   | 30   | —   | 6   | 98   | 241  | 210  | 3., Pacific | Sieg im Conference-Viertelfinale, 4:1 (Los Angeles) Sieg im Conference-Halbfinale, 4:3 (Nashville) Sieg im Conference-Finale, 4:2 (St. Louis) Niederlage im Stanley-Cup-Finale, 2:4 (Pittsburgh) |
| 2016/17  | 82   | 46   | 29   | —   | 7   | 99   | 221  | 201  | 3., Pacific | Niederlage im Conference-Viertelfinale, 2:4 (Edmonton Oilers) |
| 2017/18  | 82   | 45   | 27   | —   | 10  | 100  | 247  | 226  | 3., Pacific | Sieg im Conference-Viertelfinale, 4:0 (Anaheim) Niederlage im Conference-Halbfinale, 2:4 (Vegas)                                                                                                 |
| 2018/19  | 82   | 46   | 27   | —   | 9   | 101  | 289  | 261  | 2., Pacific | Sieg im Conference-Viertelfinale, 4:3 (Vegas) Sieg im Conference-Halbfinale, 4:3 (Colorado) Niederlage im Conference-Finale, 2:4 (St. Louis)                                                     |
| 2019/204 | 70   | 29   | 36   | —   | 5   | 63   | 180  | 225  | 8., Pacific | nicht qualifiziert |
| 2020/214 | 56   | 21   | 28   | —   | 7   | 49   | 146  | 196  | 7., West    | nicht qualifiziert |
| 2021/22  | 82   | 32   | 37   | —   | 13  | 77   | 211  | 261  | 6., Pacific | nicht qualifiziert |
| 2022/23  | 82   | 22   | 44   | —   | 16  | 60   | 233  | 315  | 7., Pacific | nicht qualifiziert |
| 2023/24  | 82   | 19   | 54   | —   | 9   | 47   | 180  | 326  | 8., Pacific | nicht qualifiziert |
| 2024/25  | 82   | 20   | 50   | —   | 12  | 52   | 210  | 315  | 8., Pacific | nicht qualifiziert |
| Gesamt   | 2602 | 1163 | 1105 | 121 | 213 | 2660 | 7309 | 7828 |             | 21 Playoff-Teilnahmen 41 Serien: 20 Siege, 21 Niederlagen 241 Spiele: 119 Siege, 122 Niederlagen                                                                                                 |

1 Saison wegen des NHL-Lockout 1994/95 verkürzt
2 Saison wegen des NHL-Lockout 2004/05 ausgefallen
3 Saison wegen des NHL-Lockout 2012/13 verkürzt
4 Saison wegen der COVID-19-Pandemie verkürzt

### Franchiserekorde
Im Folgenden werden ausgewählte Spielerrekorde des Franchises sowohl über die gesamte Karriere als auch über einzelne Spielzeiten aufgeführt.

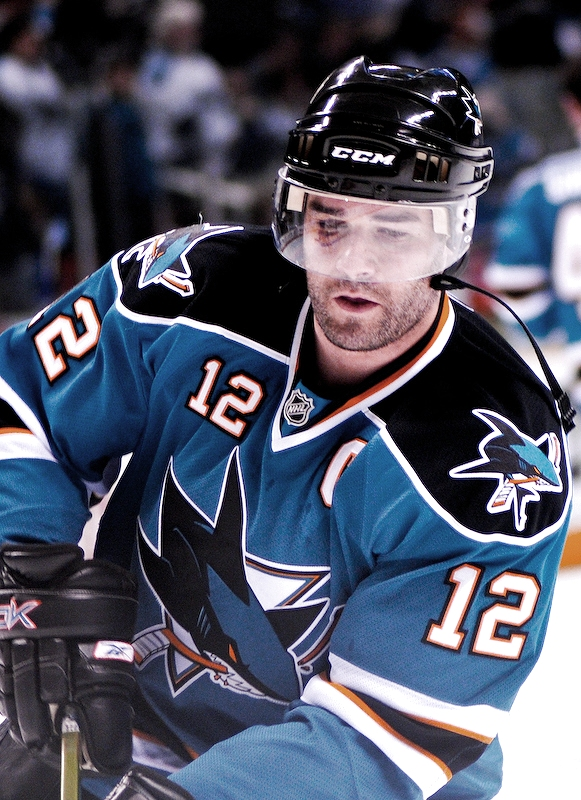
Patrick Marleau hält diverse Franchise-Rekorde

#### Karriere

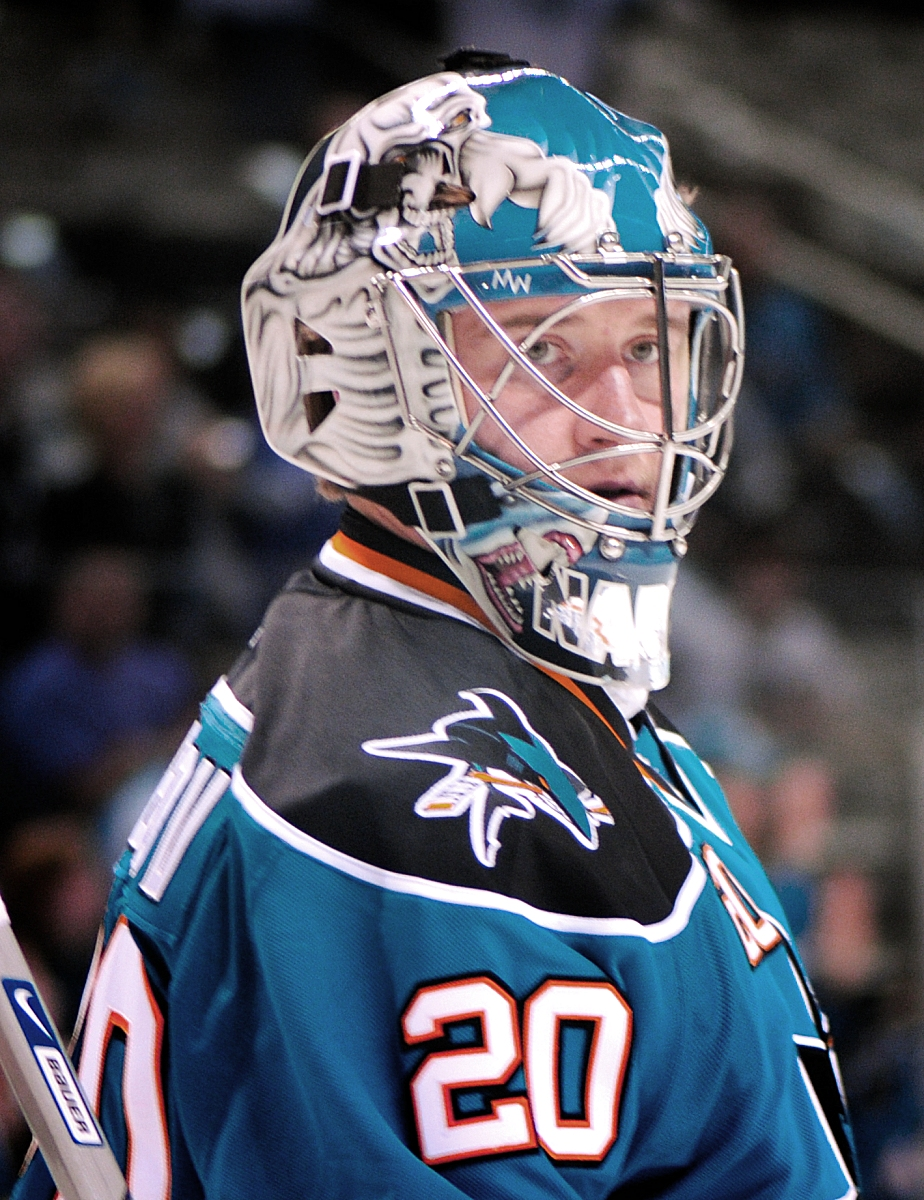
Jewgeni Nabokow ist der erfolgreichste Torhüter des Klubs

|                                   | Name            | Anzahl                                |
| Meiste Spiele                     | Patrick Marleau | 1.607 (in 21 Spielzeiten)             |
| Meiste aufeinanderfolgende Spiele | Patrick Marleau | 624 (9. April 2009 bis 8. April 2017) |
| Meiste Tore                       | Patrick Marleau | 522                                   |
| Meiste Vorlagen                   | Joe Thornton    | 804                                   |
| Meiste Punkte                     | Patrick Marleau | 1.111 (522 Tore + 589 Vorlagen)       |
| Meiste Strafminuten               | Jeff Odgers     | 1.001                                 |
| Meiste Shutouts                   | Jewgeni Nabokow | 50                                    |

#### Saison
|                               | Name              | Anzahl                      | Saison  |
| Meiste Tore                   | Jonathan Cheechoo | 56                          | 2005/06 |
| Meiste Vorlagen               | Joe Thornton      | 92                          | 2006/07 |
| Meiste Punkte                 | Joe Thornton      | 114 (22 Tore + 92 Vorlagen) | 2006/07 |
| Meiste Punkte als Rookie      | Macklin Celebrini | 63 (25 Tore + 38 Vorlagen)  | 2024/25 |
| Meiste Punkte als Verteidiger | Erik Karlsson     | 101 (25 Tore + 76 Vorlagen) | 2022/23 |
| Meiste Strafminuten           | Link Gaetz        | 326                         | 1991/92 |
| Meiste Siege als Torhüter     | Jewgeni Nabokow   | 46                          | 2007/08 |

## Trainer
Die Sharks begannen ihre Premierensaison mit dem Kanadier George Kingston hinter der Bande. Nach einer Auftaktsaison mit nur 17 Siegen in 80 Spielen nahm der Klub auch die folgende Saison mit Kingston in Angriff. Die Saison endete mit lediglich elf Siegen aus 84 Spielen und Kingston wurde mit einer Gesamtbilanz von 28 Siegen, 129 Niederlagen und sieben Unentschieden am Ende der Saison entlassen.
Abkürzungen: GC = Spiele, W = Siege, L = Niederlagen, T = Unentschieden, OTL = Niederlagen nach
Overtime, Pts = Punkte, Pts % = Punktquote
| Name              | Saison           | Reguläre Saison | Reguläre Saison | Reguläre Saison | Reguläre Saison | Reguläre Saison | Reguläre Saison | Reguläre Saison | Playoffs | Playoffs | Playoffs |
| Name              | Saison           | GC              | W               | L               | T               | OTL             | Pts             | Pts %           | GC       | W        | L        |
| George Kingston   | 1991/92–1992/93  | 164             | 28              | 129             | 7               | —               | 63              | .192            | —        | —        | —        |
| Kevin Constantine | 1993/94–1995/96* | 157             | 55              | 78              | 24              | —               | 134             | .427            | 25       | 11       | 14       |
| Jim Wiley         | 1995/96*         | 57              | 17              | 37              | 3               | —               | 37              | .325            | —        | —        | —        |
| Al Sims           | 1996/97          | 82              | 27              | 47              | 8               | —               | 62              | .378            | —        | —        | —        |
| Darryl Sutter     | 1997/98–2002/03* | 434             | 192             | 167             | 60              | 15              | 459             | .529            | 42       | 18       | 24       |
| Cap Raeder**      | 2002/03*         | 1               | 1               | 0               | 0               | 0               | 2               | 1.000           | —        | —        | —        |
| Ron Wilson        | 2002/03*–2007/08 | 385             | 206             | 122             | 19              | 38              | 469             | .609            | 52       | 28       | 24       |
| Todd McLellan     | 2008/09–2014/15  | 540             | 311             | 163             | —               | 66              | 688             | .637            | 62       | 30       | 32       |
| Peter DeBoer      | 2015/16–2019/20* | 361             | 198             | 129             | —               | 34              | 430             | .596            | 60       | 32       | 28       |
| Bob Boughner      | 2019/20*–2021/22 | 175             | 67              | 85              | —               | 23              | 157             | .449            | —        | —        | —        |
| David Quinn       | 2022/23–2023/24  | 164             | 41              | 98              | —               | 25              | 107             | .326            | —        | —        | —        |
| Ryan Warsofsky    | seit 2024/25     | 82              | 20              | 50              | —               | 12              | 52              | .317            | —        | —        | —        |

* Wechsel während der laufenden Saison;
** Interimstrainer
Zur Saison 1993/94 übernahm Kevin Constantine, der in unterklassigen Ligen große Erfolge als Coach gefeiert hatte, den Posten des Cheftrainers. Constantine führte die Sharks in seiner ersten Saison erstmals in der Franchise-Geschichte in die Playoffs, gleiches gelang ihm im folgenden Jahr. Die Saison 1995/96 markierte einen Tiefpunkt in Constantines Karriere als Sharks-Trainer und so wurde er nach nur drei Siegen aus den ersten 25 Spielen während der Saison entlassen. Für die restlichen 57 Spiele wurde er von Jim Wiley als Interimstrainer ersetzt.
Als neuen Trainer für die Saison 1996/97 einigte sich das Management mit Al Sims. Er konnte sich mit einer unbefriedigenden Bilanz, ähnlich der des Vorjahres, nicht für die Playoffs qualifizieren und musste sein Engagement bei den Sharks nach einem Jahr wieder beenden.
Mit Darryl Sutter stellten die Nordkalifornier zur Saison 1997/98 einen neuen namhaften Cheftrainer vor. Im Gegensatz zu seinen Vorgängern gab ihm die Chefetage mehr Zeit mit dem Aufbau des Teams. Trotz negativer Bilanzen qualifizierte sich die Mannschaft in den ersten zwei Spielzeiten unter Sutters Regie für die Playoffs. In den Folgejahren verbesserte sich die Saisonbilanz unter ihm stetig. Im Spieljahr 2000/01 erreichte das Team erstmals die Marke von 40 Siegen und in der Saison 2001/02 gewann das Franchise erstmals die Pacific Division. Nach einem schwachen Start in die Saison 2002/03 mit neun Siegen aus den ersten 24 Spielen erging es dem Kanadier wie seinen Vorgängern und der Rausschmiss folgte. Im ersten Spiel nach der Entlassung besetzte Cap Raeder für ein Spiel die Position an der Bande.
Am 4. Dezember 2002 folgte die Verpflichtung von Ron Wilson, der die Playoff-Qualifikation ebenfalls verfehlte. In der Saison 2003/04 führte er das Team nach 2002 erstmals wieder auf den ersten Platz der Pacific Division. Nach dem Ausfall der Saison 2004/05 startete das Team an Wilsons Seite mit großen Hoffnungen in die Spielzeit 2005/06. Nach einem schwachen Start rettete die Verpflichtung von Joe Thornton den Posten des Trainers und die Mannschaft beendete die Saison auf dem zweiten Platz in der Division. Auch in den folgenden beiden Spielzeiten gehörten die Sharks mit Wilson zur Elite der Liga, der im Verlauf der Spielzeit 2007/08 Darryl Sutter als erfolgreichsten Trainer der Klubgeschichte ablöste. Trotz des erneuten Gewinn der Pacific Division wurde Wilson nach dem dritten Zweitrunden-Aus in Folge in den Playoffs am 12. Mai 2008 entlassen. Seine beiden Assistenten Tim Hunter und Rob Zettler verließen die Organisation wenige Wochen später.
Einen Monat nach Wilsons Entlassung präsentierte das Management mit Todd McLellan, dem bisherigen Assistenztrainer der Detroit Red Wings, seinen Nachfolger und damit siebten Cheftrainer in der Historie der San Jose Sharks. Als Assistenten wählte er in der Folge Todd Richards, Trent Yawney und Jay Woodcroft, einen Videoanalysten. Mit Corey Schwab wurde ein ehemaliger Torwart verpflichtet, der Wayne Thomas bei der Arbeit mit den Torhütern entlastet, nachdem Thomas den Posten von dem am 11. April 2007 verstorben und seit 1997 in der Organisation tätigen Warren Strelow übernommen hatte.
McLellan führte die Sharks mit Beginn seiner Amtszeit sechs Mal in Folge in die Playoffs sowie zu einer Presidents’ Trophy und war zwei Mal als Trainer beim NHL All-Star Game aktiv. Nach der Saison 2014/15, in der das Team erstmals unter ihm die Playoffs verpasste, wurde sein Vertrag in gegenseitigem Einverständnis aufgelöst. Er verließ die Sharks als Trainer mit den meisten Spielen, den meisten Siegen sowie der höchsten Siegquote. Als sein Nachfolger wurde Peter DeBoer vorgestellt, der das Team 2016 ins erste Stanley-Cup-Finale führte. Er wurde im Dezember 2019 durch Bob Boughner ersetzt, dem in den folgenden drei Spielzeiten jedoch nicht die Qualifikation für die Playoffs gelang und im Juli 2022 mit seinen Assistenten freigestellt wurde. Seine Nachfolge trat David Quinn an, der jedoch bereits nach zwei Spielzeiten wieder entlassen und durch Ryan Warsofsky ersetzt wurde.

## General Manager
| Name           | Saison           |
| Jack Ferreira  | 1991/92          |
| Chuck Grillo   | 1992/93–1995/96  |
| Dean Lombardi  | 1996/97–2002/03* |
| Wayne Thomas** | 2002/03*         |
| Doug Wilson    | 2003/04–2021/22* |
| Joe Will       | 2021/22*         |
| Mike Grier     | seit 2022/23     |

* Wechsel während der laufenden Saison

** Interims-General-Manager
In der Premierensaison des Franchise starteten die San Jose Sharks mit dem NHL-erfahrenen Jack Ferreira als General Manager des Teams. Da diese aber mit 17 Siegen in 80 Spielen missglückte und keine seiner Verpflichtungen aus den Drafts einschlug, musste er nach einer Saison seinen Posten räumen.
Zu Beginn der Saison 1992/93 wurde er durch Chuck Grillo ersetzt, der von Dean Lombardi und dem damaligen Cheftrainer George Kingston Unterstützung erhielt. Durch die Entlassung von Kingston am Ende der Spielzeit schied er nach einem Jahr in seiner unterstützenden Rolle aus. So verblieben Grillo und Lombardi in der Funktion, ehe auch Grillo nach der Saison 1995/96 sich einen neuen Arbeitgeber suchen musste. Ab der Saison 1996/97 leitete Lombardi in alleiniger Regie die Geschicke des Teams. Lombardis Amtszeit als GM durchlief dabei Höhen und Tiefen. Nach dem erstmaligen Gewinn der Pacific Division in der Saison 2001/02 rutschte das Team in der darauffolgenden Saison auf den letzten Platz ab. Einige umstrittene Entscheidungen in der Transferpolitik kosteten Lombardi im März 2003 seinen Job. Wayne Thomas, Lombardis einstiger Assistent, übernahm bis zum Ende der Spielzeit dessen Position.
Zur Saison 2003/04 wurde mit Doug Wilson ein neuer General Manager verpflichtet, der zur Saison 1991/92 der erste Mannschaftskapitän des Franchises gewesen war. Wilson leitete die Geschicke des Teams bis 2022, so lange wie nur wenige in dieser Funktion in der NHL-Historie, bevor er aus gesundheitlichen Gründen zurücktrat. Interimsweise trat Joe Will seine Nachfolge bis zum Saisonende an, ehe mit Mike Grier im Juli 2022 ein fester Nachfolger präsentiert wurde.

## Spieler

### Kader der Saison 2024/25
Stand: Ende der Saison 2024/25
| Nr. | Nat.               | Spieler             | Pos. | Geburtsdatum       | in Org. seit | Geburtsort                          |
| --- | ------------------ | ------------------- | ---- | ------------------ | ------------ | ----------------------------------- |
| 30  | Russland           | Jaroslaw Askarow    | G    | 16. Juni 2002      | 2024         | Omsk, Russland                      |
| 40  | Russland Bulgarien | Alexander Georgijew | G    | 10. Februar 1996   | 2024         | Russe, Bulgarien                    |
| 5   | Kanada             | Vincent Desharnais  | D    | 29. Mai 1996       | 2025         | Laval, Québec, Kanada               |
| 38  | Kanada             | Mario Ferraro – A   | D    | 17. September 1998 | 2019         | Toronto, Ontario, Kanada            |
| 37  | Schweden           | Timothy Liljegren   | D    | 30. April 1999     | 2024         | Kristianstad, Schweden              |
| 84  | Tschechien         | Jan Rutta           | D    | 29. Juli 1990      | 2023         | Písek, Tschechoslowakei             |
| 3   | Vereinigte Staaten | Henry Thrun         | D    | 12. März 2001      | 2023         | Southborough, Massachusetts, USA    |
| 44  | Kanada             | Marc-Édouard Vlasic | D    | 30. März 1987      | 2006         | Montreal, Québec, Kanada            |
| 71  | Kanada             | Macklin Celebrini   | C    | 13. Juni 2006      | 2024         | Vancouver, British Columbia, Kanada |
| 53  | Kanada             | Ty Dellandrea       | C    | 21. Juli 2000      | 2024         | Toronto, Ontario, Kanada            |
| 55  | Vereinigte Staaten | Walker Duehr        | RW   | 23. November 1997  | 2025         | Sioux Falls, South Dakota, USA      |
| 72  | Schweden           | William Eklund      | C    | 12. Oktober 2002   | 2021         | Stockholm, Schweden                 |
| 23  | Kanada             | Barclay Goodrow     | RW   | 26. Februar 1993   | 2024         | Toronto, Ontario, Kanada            |
| 9   | Kanada             | Noah Gregor         | C    | 28. Juli 1998      | 2025         | Beaumont, Alberta, Kanada           |
| 91  | Schweden           | Carl Grundström     | RW   | 1. Dezember 1997   | 2024         | Umeå, Schweden                      |
| 10  | Russland           | Klim Kostin         | C    | 5. Mai 1999        | 2024         | Pensa, Russland                     |
| 2   | Vereinigte Staaten | Will Smith          | C    | 17. März 2005      | 2024         | Lexington, Massachusetts, USA       |
| 73  | Kanada             | Tyler Toffoli       | RW   | 24. April 1992     | 2024         | Scarborough, Ontario, Kanada        |
| 21  | Schweden           | Alexander Wennberg  | C    | 22. November 1994  | 2024         | Nacka, Schweden                     |

### Mannschaftskapitäne
| Jahr      | Name                                  |
| 1991–1993 | Doug Wilson                           |
| 1993–1995 | Bob Errey                             |
| 1995–1996 | Jeff Odgers                           |
| 1996–1998 | Todd Gill                             |
| 1998–2003 | Owen Nolan                            |
| 2003–2004 | Mike Ricci (Spiele 1 bis 10)          |
| 2003–2004 | Vincent Damphousse (Spiele 11 bis 30) |
| 2003–2004 | Alyn McCauley (Spiele 31 bis 40)      |

| Jahr       | Name                          |
| 2004–2009  | Patrick Marleau (ab Spiel 41) |
| 2009–2010  | Rob Blake                     |
| 2010–2014  | Joe Thornton                  |
| 2014–2015* | Patrick Marleau               |
| 2014–2015* | Joe Pavelski                  |
| 2014–2015* | Joe Thornton                  |
| 2014–2015* | Marc-Édouard Vlasic           |
| 2015–2019  | Joe Pavelski                  |
| 2019–2025  | Logan Couture                 |

In der Geschichte der San Jose Sharks gab es bisher 13 verschiedene Spieler, die das Amt des Mannschaftskapitäns bekleideten.
Der erste Spieler mit dem „C“ auf der Brust war 1991 der Kanadier Doug Wilson, den die Sharks einen Monat vor Saisonbeginn von den Chicago Blackhawks verpflichtet hatten. Wilson verfügte zu diesem Zeitpunkt über die Erfahrung von 14 Spielzeiten in der NHL und war somit die geeignete Person, um das junge Team in die erste Spielzeit zu führen. Nach seinem Karriereende übernahm zu Beginn der Saison 1993/94 Bob Errey das Amt. Er blieb zwei Spielzeiten in dieser Rolle, da er das Team während der Saison 1994/95 in Richtung Detroit verließ. So wurde Jeff Odgers, der zu diesem Zeitpunkt dienstälteste Spieler, der neue Kapitän des Teams. Nach der Saison 1995/96 verließ aber auch er die Kalifornier, und so wurde Todd Gill für die nächsten zwei Jahre Mannschaftskapitän.
Zu Beginn der Saison 1998/99 übernahm Owen Nolan die Kapitänsrolle. Diese behielt er bis zu seinem Wechsel im Jahr 2003. Mit insgesamt fünf Spielzeiten blieb Nolan so lange wie bisher kein anderer Spieler in der Franchise-Geschichte seinem Amt treu. Da sich die Führungsetage zum Beginn der darauffolgenden Saison auf keinen eindeutigen Nachfolger einigte, führte der neue Trainer Ron Wilson ein Rotationssystem ein. Für die ersten zehn Spiele der Saison 2003/04 trug Mike Ricci das „C“, ihm folgte Vincent Damphousse, der für die folgenden 20 Spiele Kapitän des Teams war. Danach übernahm Alyn McCauley für wiederum zehn Spiele das Amt, ehe Patrick Marleau, der sich damals in seiner siebten Saison bei den Sharks befand, am 5. Januar 2004 in diese Rolle schlüpfte. McCauley hatte nach Ablauf seiner Amtszeit dem Management empfohlen das Rotationsprinzip einzustellen und sich auf Marleau als dauerhaften Träger festzulegen.
Marleau bekleidete den Posten so lange wie kein Kapitän der Sharks zuvor. Erst im Sommer 2009 entzog ihm Cheftrainer Todd McLellan auf der Suche nach einem neuen Führungsspieler das Amt. Kurz vor Beginn der Spielzeit 2009/10 bestimmte er den erfahrenen Verteidiger Rob Blake zum neuen Spielführer. Dieser war ein Jahr in dieser Position, ehe er nach Beendigung der Saison seinen Rücktritt vom aktiven Sport bekanntgab. Sein Nachfolger, Joe Thornton, führte die Sharks vier Jahre an, ehe die Saison 2014/15 mit vier Assistenzkapitänen bestritten wurde (Thornton, Marleau, Vlasic und Pavelski). Mit Beginn der Spielzeit 2015/16 wurde Joe Pavelski zum neuen Mannschaftskapitän ernannt, der das Team im Sommer 2019 verließ. Seine Nachfolge trat Logan Couture an, der das „C“ bis zu seinem Karriereende 2025 auf der Brust trug.

### Mitglieder der Hockey Hall of Fame
Als erster Spieler der San Jose Sharks wurde am 10. November 2008 der russische Stürmer Igor Larionow in die im kanadischen Toronto befindliche Hockey Hall of Fame aufgenommen. Als zweiter Spieler folgte ihm drei Jahre später – am 14. November 2011 – der Kanadier Ed Belfour, ebenso wie 2014 Rob Blake. Weitere zwei Jahre später folgte Larionows einstiger Sturmkollege Sergei Makarow, mit dem er einst zwei Drittel der KLM-Reihe im sowjetischen Nationalteam und der OV-Reihe in San Jose bildete.
| Name           | Aufnahme | Position |
| Igor Larionow  | 2008     | Spieler  |
| Ed Belfour     | 2011     | Spieler  |
| Rob Blake      | 2014     | Spieler  |
| Sergei Makarow | 2016     | Spieler  |
| Teemu Selänne  | 2017     | Spieler  |
| Doug Wilson    | 2020     | Spieler  |
| Mike Vernon    | 2023     | Spieler  |
| Jeremy Roenick | 2024     | Spieler  |

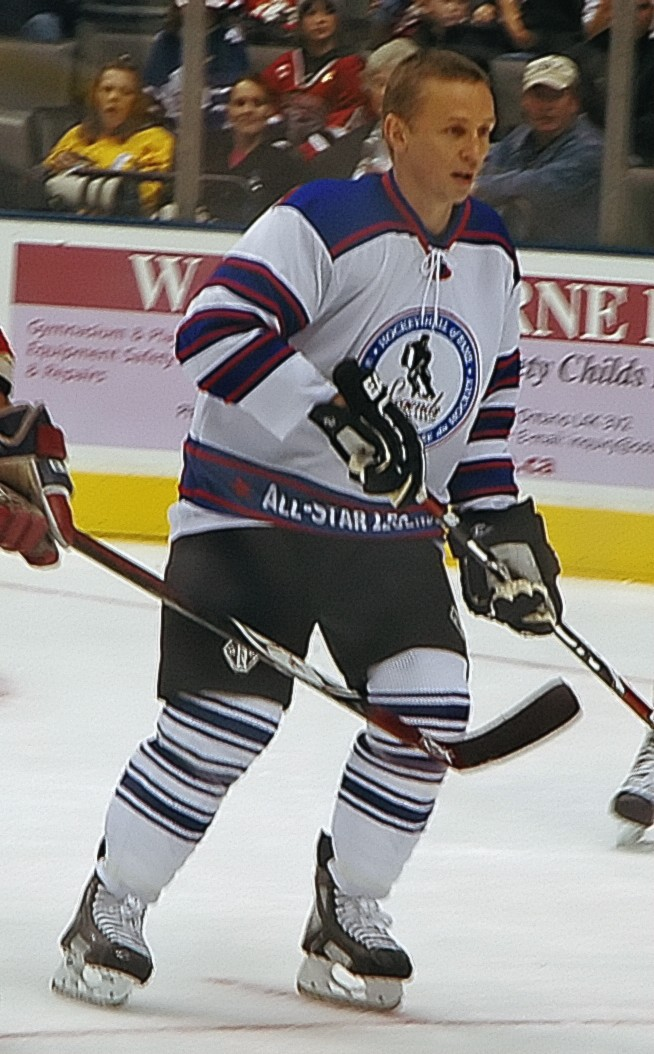
Igor Larionow, San Joses erstes Hall-of-Fame-Mitglied

Larionow und Makarow spielten zwischen 1993 und 1995 für San Jose in der NHL und waren während dieser Zeit maßgeblich an den ersten Erfolgen der Mannschaft beteiligt. Darunter fällt die erstmalige Qualifikation für die Playoffs und der Sieg in der ersten Runde der Playoffs 1994. Nachdem Larionow sich im Jahr 2007, in dem die Maximalanzahl von vier Spielern in die Hall of Fame aufgenommen worden war, berechtigte Hoffnungen auf eine Aufnahme gemacht, aber nicht gegen die Konkurrenz hatte durchsetzen können, erfolgte die Induktion am 10. November 2008. Makarow folgte schließlich – nach 16 Jahren Wartezeit – am 14. November 2016.
Belfour gehörte dem Kader der San Jose Sharks zwischen Januar und Juni 1997 lediglich gut fünf Monate an. Für drei Spieler und ein Wahlrecht im NHL Entry Draft war der Torwart zu den Kaliforniern gewechselt, konnte sich mit dem Team aber nicht auf einen neuen Vertrag verständigen. Seine Ernennung zum Mitglied der Hall of Fame wurde am 28. Juni 2011 bekannt gegeben und erfolgte am 14. November 2011.
2017 wurde Teemu Selänne aufgenommen, der allerdings nur kurzzeitig für die Sharks aufgelaufen war. Anfang der 2020er Jahre folgten Doug Wilson, Mike Vernon und Jeremy Roenick.

### Gesperrte Trikotnummern
Die San Jose Sharks haben in ihrer Franchisegeschichte bisher zwei Nummer gesperrt, nämlich die Nummer 12 von Patrick Marleau am 25. Februar 2023 und die Nummer 19 von Joe Thornton am 23. November 2024. Zudem ist die berühmte 99 des Kanadiers Wayne Gretzky ligaweit seit dem 6. Februar 2000 gesperrt und wird somit nicht mehr an einen Spieler vergeben.
| Nr. | Name            | Sperrungsdatum             |
| 12  | Patrick Marleau | 25. Februar 2023           |
| 19  | Joe Thornton    | 23. November 2024          |
| 99  | Wayne Gretzky   | 6. Februar 2000 (ligaweit) |

### Erstrunden-Wahlrechte

#### NHL Entry Draft
| Name             | Jahr | Draft-Position |
| Pat Falloon      | 1991 | 2.             |
| Mike Rathje      | 1992 | 3.             |
| Andrei Nasarow   | 1992 | 10.            |
| Wiktor Koslow    | 1993 | 6.             |
| Jeff Friesen     | 1994 | 11.            |
| Teemu Riihijärvi | 1995 | 12.            |
| Andrei Sjusin    | 1996 | 2.             |
| Marco Sturm      | 1996 | 21.            |
| Patrick Marleau  | 1997 | 2.             |
| Scott Hannan     | 1997 | 23.            |
| Brad Stuart      | 1998 | 3.             |
| Jeff Jillson     | 1999 | 14.            |

| Name            | Jahr | Draft-Position |
| Marcel Goc      | 2001 | 20.            |
| Mike Morris     | 2002 | 27.            |
| Milan Michálek  | 2003 | 6.             |
| Steve Bernier   | 2003 | 16.            |
| Lukáš Kašpar    | 2004 | 22.            |
| Devin Setoguchi | 2005 | 8.             |
| Ty Wishart      | 2006 | 16.            |
| Logan Couture   | 2007 | 9.             |
| Nick Petrecki   | 2007 | 28.            |
| Charlie Coyle   | 2010 | 28.            |
| Tomáš Hertl     | 2012 | 17.            |
| Mirco Müller    | 2013 | 18.            |

| Name                | Jahr | Draft-Position |
| Nikolai Goldobin    | 2014 | 27.            |
| Timo Meier          | 2015 | 9.             |
| Josh Norris         | 2017 | 19.            |
| Ryan Merkley        | 2018 | 21.            |
| Ozzy Wiesblatt      | 2020 | 31.            |
| William Eklund      | 2021 | 7.             |
| Filip Bystedt       | 2022 | 27.            |
| Will Smith          | 2023 | 4.             |
| Quentin Musty       | 2023 | 26.            |
| Macklin Celebrini   | 2024 | 1.             |
| Sam Dickinson       | 2024 | 11.            |
| Michael Misa        | 2025 | 2.             |
| Joshua Ravensbergen | 2025 | 30.            |

Seit 1991 hatten die Sharks 37 Draftrechte in der ersten Runde des NHL Entry Drafts, davon 15 unter den ersten zehn des jeweiligen Jahrgangs.
Sechsmal – in den Entry Drafts 1992, 1996, 1997, 2003, 2007 und 2023 – konnten die Kalifornier zwei Spieler in der ersten Runde auswählen und sechsmal – in den Jahren 2000, 2008, 2009, 2011, 2016 und 2019 – keinen.
Mit Pat Falloon, zugleich der erste Draft-Pick der Franchise-Geschichte, Andrei Sjusin und Patrick Marleau wählten die Sharks bisher dreimal Spieler an der zweiten Position aus. Erst 2024 wählten sie erstmals mit dem ersten Pick und erhielten dabei Macklin Celebrini.

#### NHL Supplemental Draft
| Name              | Jahr | Draft-Position |
| Jeff McLean       | 1991 | 1.             |
| Mark Beaufait     | 1991 | 7.             |
| Brian Konowalchuk | 1992 | 3.             |
| Dean Sylvester    | 1993 | 2.             |

Im von 1986 bis 1994 abgehaltenen NHL Supplemental Draft hatten die Sharks zwischen 1991 und 1994 insgesamt vier Wahlrechte.
Einmal, beim Supplemental Draft 1991, wählte San Jose zwei Spieler aus, darunter das Erstwahlrecht unter allen Teams, mit dem der Kanadier Jeff McLean gezogen wurde. In der letzten Ausgabe des Drafts im Jahr 1994 hatten die Sharks kein Wahlrecht.
Die vier Spieler, die die Sharks zogen, brachten es in ihrer Karriere lediglich auf insgesamt 111 Spiele in der National Hockey League. Von diesen vier Spielern kamen Jeff McLean und Mark Beaufait in elf Partien für San Jose zum Einsatz. Während Brian Konowalchuk seine Karriere frühzeitig beendete und nie in der NHL spielte, verbrachte Dean Sylvester seine drei Spielzeiten andauernde NHL-Karriere bei den Buffalo Sabres und Atlanta Thrashers.

### Franchise-Top-Punktesammler
Die zehn besten Punktesammler in der Geschichte des Franchise bis zum Ende der regulären Saison 2024/25 und der Playoffs 2025.
Abkürzungen: Pos = Position, GP = Spiele, G = Tore, A = Vorlagen, Pts = Punkte, P/G = Punkte pro Spiel
| Name                | Pos | Saison                          | GP   | G   | A   | Pts  | P/G  |
| Patrick Marleau     | C   | 1997/98–2016/17 2019/20 2020/21 | 1607 | 522 | 589 | 1111 | 0,69 |
| Joe Thornton        | C   | 2005/06–2019/20                 | 1104 | 251 | 804 | 1055 | 0,96 |
| Joe Pavelski        | C   | 2006/07–2018/19                 | 963  | 355 | 406 | 761  | 0,79 |
| Logan Couture       | C   | 2009/10–2023/24                 | 933  | 323 | 378 | 701  | 0,75 |
| Brent Burns         | D   | 2011/12–2021/22                 | 798  | 172 | 422 | 594  | 0,74 |
| Tomáš Hertl         | LW  | 2013/14–2023/24                 | 712  | 218 | 266 | 484  | 0,68 |
| Owen Nolan          | RW  | 1995/96–2002/03                 | 568  | 206 | 245 | 451  | 0,79 |
| Marc-Édouard Vlasic | D   | seit 2006/07                    | 1323 | 84  | 295 | 379  | 0,29 |
| Jeff Friesen        | LW  | 1994/95–2000/01                 | 512  | 149 | 201 | 350  | 0,68 |
| Timo Meier          | RW  | 2016/17–2022/23                 | 451  | 154 | 162 | 316  | 0,70 |

| Name                | Pos | GP  | G  | A  | Pts | P/G  |
| Patrick Marleau     | C   | 177 | 68 | 52 | 120 | 0,68 |
| Joe Thornton        | C   | 144 | 25 | 90 | 115 | 0,80 |
| Logan Couture       | C   | 116 | 48 | 53 | 101 | 0,87 |
| Joe Pavelski        | C   | 134 | 48 | 52 | 100 | 0,75 |
| Brent Burns         | D   | 83  | 20 | 39 | 59  | 0,71 |
| Dan Boyle           | D   | 62  | 11 | 37 | 48  | 0,77 |
| Ryane Clowe         | RW  | 68  | 18 | 27 | 45  | 0,66 |
| Tomáš Hertl         | C   | 62  | 24 | 18 | 42  | 0,68 |
| Marc-Édouard Vlasic | D   | 142 | 6  | 33 | 39  | 0,27 |
| Vincent Damphousse  | C   | 53  | 15 | 23 | 38  | 0,72 |

### Bekannte ehemalige Spieler
(Teamzugehörigkeit und Position in Klammern)
| - Jonathan Cheechoo (2002–2009, RW) Der Stürmer errang an der Seite von Thornton in der Saison 2005/06 die Richard Trophy. Durch Verletzungen fand der Publikumsliebling aber nie zu alter Form zurück. - Vincent Damphousse (1999–2004, C) Am Tag der Trade Deadline 1999 aus Montréal nach San José gekommen, spielte er bis zur Lockout-Saison 2004/05 in Kalifornien, trug zeitweise das „C“ auf der Brust. - Pat Falloon (1991–1995, RW) Der erste Draft-Pick in der Geschichte des Franchises hält bis heute den vereinsinternen Rookie-Punkterekord, wurde im November 1995 nach Philadelphia transferiert. - Jeff Friesen (1995–2001, LW) Er schaffte als erster Sharks-Spieler den Sprung ins All-Rookie-Team und war sieben Jahre lang ein Führungsspieler, im März 2001 nach Anaheim transferiert. - Tony Granato (1996–2001, LW) Insgesamt fünf Jahre, bis zu seinem Karriereende im Jahr 2001, in San José, sicherte sich 1997 als erster Spieler im Sharks-Trikot einen der NHL Awards. | - Scott Hannan (1998–2007, D) Langjähriger Verteidiger, der vor allem durch seine Präsenz in der Defensive und Führungsqualitäten glänzte, verließ San José im Sommer 2007 und wechselte nach Colorado. - Artūrs Irbe (1991–1996, G) Der zweifache All-Star begann 1991 seine NHL-Karriere in San José, mit ihm im Tor erreichte das Team in der Saison 1993/94 erstmals die Playoffs. - Igor Larionow (1993–1995, C) Der russische Superstar war für die Sharks im Oktober 1992 ein Schnäppchen von der Waiver-Liste, nach Problemen mit dem Management nach drei Jahren in Richtung Detroit abgegeben. - Sergei Makarow (1993–1995, RW) Neben Larionow einer der ersten Stars des Teams, verweilte zwei Spielzeiten in San José. - Milan Michálek (2003–2009, LW) Michálek konnte die in ihn gesteckten Erwartungen verletzungsbedingt nur selten erfüllen, erreichte zwischen 2003 und 2009 über 200 Punkte. Dann für Heatley nach Ottawa abgegeben. | - Jewgeni Nabokow (1999–2010, G) Der Torhüter hütete eine ganze Dekade das Sharks-Tor und stellte diverse Franchise-Rekorde auf. Fast 300 Siege gelangen ihm in dieser Zeit. Verließ die Mannschaft im Sommer 2010. - Owen Nolan (1995–2003, RW) Der gebürtige Nordire war das Gesicht des Franchises, hielt bis in die Saison 2006/07 hinein die Franchise-Rekorde für Tore, Vorlagen und Punkte, war von 1998 bis 2003 Mannschaftskapitän. - Sandis Ozoliņš (1992–1995 & 2007–2008, D) Der Lette begann 1992 sein NHL-Engagement in San José, hält trotz seines Weggangs 1995 noch immer den Franchise-Rekord für die meisten Punkte eines Verteidigers während der Saison. - Mike Rathje (1993–2004, D) Elf Jahre spielte der Verteidiger im Trikot der Sharks, hielt bis in die Saison 2006/07 hinein den Franchise-Rekord für die meisten Spiele, noch immer der Verteidiger mit den meisten Punkten. - Mike Ricci (1997–2004, C) Im November 1997 aus Colorado gekommen, entwickelte er sich in San José zu einem der besten Defensiv-Stürmer der NHL. | - Teemu Selänne (2001–2003, RW) „The Finnish Flash“ wurde im März 2001 für Friesen und Shields geholt, konnte in San José aber nie an vorherige Leistungen anknüpfen. - Marco Sturm (1997–2005, LW) Der Erstrunden-Pick von 1996 war der erste von mehreren Deutschen im Trikot der Kalifornier, wurde trotz konstant guter Leistungen Ende November 2005 für Thornton nach Boston abgegeben. - Gary Suter (1998–2002, D) Der Calder-Memorial-Trophy-Gewinner von 1986 ließ seine Karriere in San José ausklingen, war in den vier Spielzeiten von 1998 bis 2002 eine feste Größe an der blauen Linie. - Mike Vernon (1997–1999, G) Der Playoff-MVP von 1997 löste in der Saison 1997/98 das Torhüterproblem des Teams, verlor in seiner dritten Spielzeit den Stammplatz und ging nach Calgary. - Doug Wilson (1991–1993, D) Zwischen 1991 und 1993 erster Mannschaftskapitän der Franchise-Geschichte, seit der Saison 2002/03 General Manager des Teams. |

### Internet
- San Jose Sharks – Historical Moments. sportsecyclopedia.com, abgerufen am 15. Januar 2010 (englisch).
- San Jose Sharks – Individual Team History. tmlfever.com, abgerufen am 15. Januar 2010 (englisch).
- Robin Patzwaldt: Teamreport: Stürmische Zeiten am Pazifik – Die Geschichte der San Jose Sharks. eishockey.com, 2003, abgerufen am 15. Januar 2010.